# JR東日本キハ100系・キハ110系気動車
キハ100系気動車（キハ100けいきどうしゃ）およびキハ110系気動車（キハ110けいきどうしゃ）は、東日本旅客鉄道（JR東日本）の一般形気動車。
16 m級の短尺車体を持つグループ（キハ100形・キハ101形）と、20 m級の長尺車体を持つグループ（キハ110形・キハ111形・キハ112形）に大別されるが、両車は基本設計に共通部が多いこともあり、総称して「キハ100・110系」と呼称される。本項目では便宜上、短尺車体のグループをキハ100系、長尺車体のグループをキハ110系と呼称する。

## 導入の経緯
老朽化したキハ20系・キハ45系などの取り替えとローカル線における輸送サービスの改善を目的に製造され、1990年（平成2年）3月10日に北上線でキハ100形、釜石線と山田線でキハ110形量産先行車がそれぞれ営業運転を開始した。製造メーカーは富士重工業および新潟鐵工所である。デザインは剣持デザイン研究所が担当した。
車体と台車の軽量化を図り、高出力直噴式エンジンと効率の高い液体変速機との組み合わせにより電車並みの加速性能を有している。ブレーキシステムも電車で実績のある応答性の高い電気指令式を採用した。特に急勾配の多い山岳路線では速度向上による時間短縮が実現し、冷房装置を搭載したことによって夏期における旅客サービスの向上が図られている。

### 凡例
- 製造 - 富士重：富士重工業、新潟工：新潟鐵工所
- 改造所 - 長野：長野総合車両所[注 1]、郡山：郡山総合車両センター
- 配置 - 一ノ関：一ノ関運輸区、盛岡一ノ関：盛岡車両センター一ノ関派出所、ぐんま：ぐんま車両センター[注 2]、小海線：小海線統括センター[注 3]、郡山：郡山総合車両センター、小牛田：小牛田運輸区、仙台小牛田：仙台車両センター小牛田派出所、水郡線：水郡線統括センター[注 4]、新庄：新庄運転区、長野：長野総合車両センター[注 1]、新津：新津運輸区[注 5]、新潟車：新潟車両センター、八戸：八戸運輸区、盛岡八戸：盛岡車両センター八戸派出所、磐越東：磐越東線営業所、南秋田：南秋田運転所、盛岡：盛岡車両センター[注 6]、山形：山形新幹線車両センター[注 7]

## 構造

### 車体
車体は普通鋼製ながら、角を落とした独特の形状、板厚の見直しと強度に無関係な箇所への穿孔、プラグドア化および固定窓化による側構体の厚みの低減（50 mm、通常の電車は100 mm）により軽量化を図る一方、キハ54形などの従来型気動車並みの車体前面強度も確保している。キハ101形および各形式の200番台以降はさらなる車体の強化とドアの引き戸化が行われている。
床面高さは1,175 mmであり、地方線区の低いプラットホームに対応するため出入り台にはステップ（高さ1,036 mm）が設けられている。キハ101形および各形式の200番台以降のステップの高さは970 mmに変更されている。窓は複層ガラスの固定窓である。
塗装はキハ101形および特別仕様車を除いて共通となっており、わずかに緑がかった白色（ベリーペールグリーン）を基本に、車体隅などにダークライムグリーンを配してアクセントとした。

#### キハ100系
16 m級車体（後年の設計変更で17 m級車も存在）の車両である。いずれも両運転台。
- キハ100形
- キハ101形（トイレなし）
- キハ103形（改造車。実質片運転台。710番台のみに設定）

#### キハ110系
20 m級車体となっており、片運転台車も設定されている。キハ111形とキハ112形はそれぞれ単独で運用することも可能であるが、基本的に同番号の車両とユニットを組んで運用される。
- キハ110形：両運転台車[7]
- キハ111形：片運転台車[7]
- キハ112形：片運転台車[7]（トイレなし）
- キクシ112形：片運転台車（駆動用エンジン・トイレなし。700番台のみ設定）

### 機器類

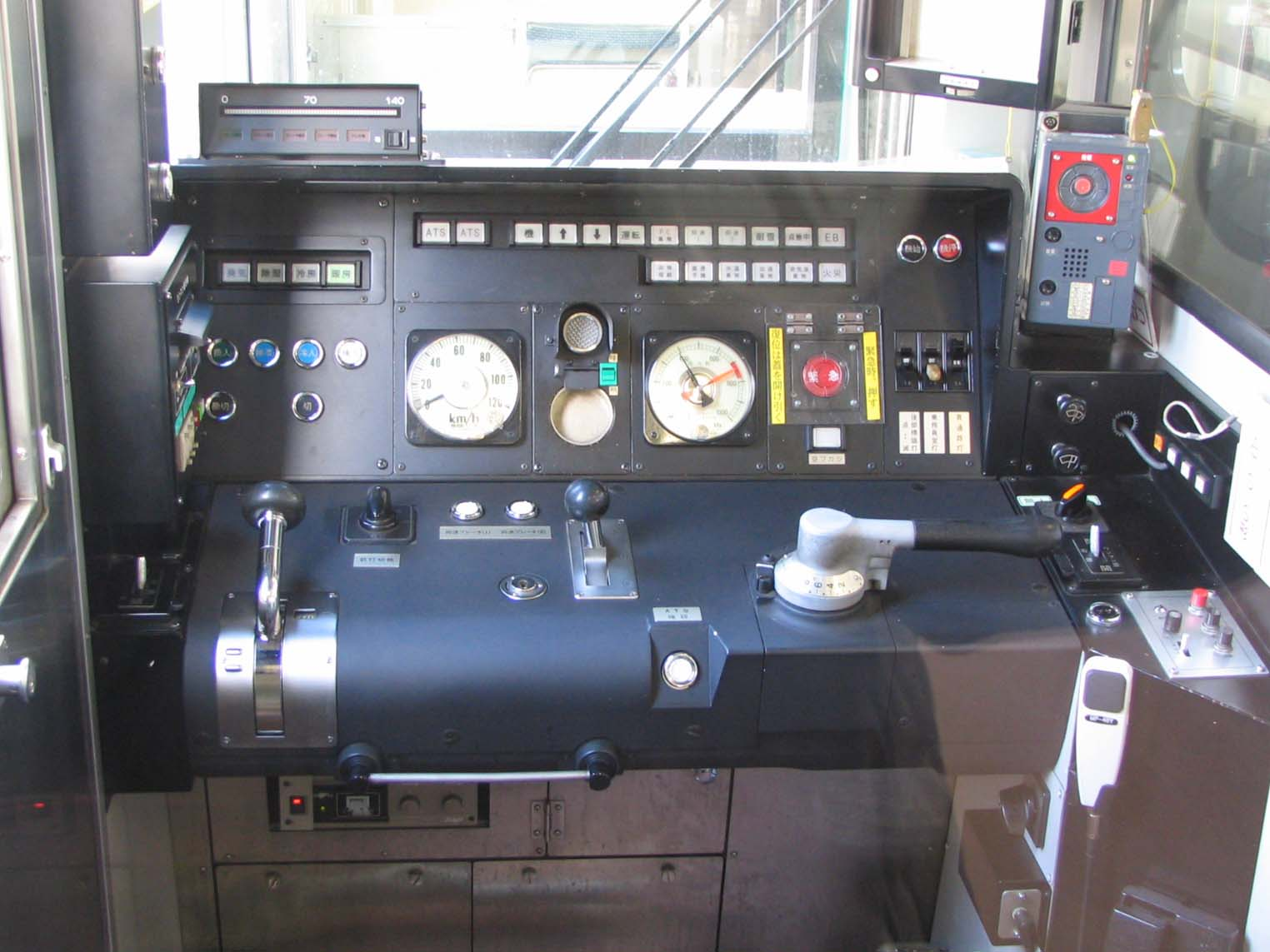
キハ110形200番台 運転席
（2007年2月24日 酒田駅）

キハ100系はDMF11HZ（コマツ製SA6D125H）、DMF13HZ（新潟鐵工所製）、DMF14HZ（カミンズ製NTA855-R1）のいずれか（ともに連続定格出力330 PS/2,000 rpm、排気量は順に11,045 cc、12,742 cc、14,016 cc）、キハ110系はDMF13HZA（新潟鐵工所製）またはDMF14HZA（カミンズ製NTA855-R4）ともに連続定格出力420 PS/2,000 rpm、排気量は順に13.3 l、14.0 l）である。いずれも直列6気筒、直接噴射式エンジンで、排気タービン過給器・吸気冷却器付きであり、これを1台搭載している。乾燥重量はキハ40系のDMF15HSAの2,720 kgに対して1,365 kgとなっており、従来の国鉄型エンジンより小型・軽量になっている。
キハ110系の50 km/hでの動輪周引張力は約1,300 kgで、キハ20系の約600 kgやキハ40系の約800 kgと比較して大幅に向上している。キハ100系・110系とも25 ‰の上り勾配で、補機負荷100 %・乗車率100 % でも60 km/h 以上の均衡速度となっている。
変速機は試作車・量産車を通じ、すべての形式がトルクコンバータを1組内装する液体式である。キハ100系はDW14Bを1台、キハ110系についてはDW14A-Bを1台搭載する。湿式多板クラッチ式の変速1段、直結2段の多段式で、トルクコンバータは3段6要素である。コンバータブレーキ機能も搭載している。なお、キハ110形量産先行車は充排油式の変速1段、直結（流体継手）1段式のフォイト製T211rzで、リターダブレーキ機能付きであったが、量産化改造時に他と同様とされた。いずれもプログラマブルコントローラにより機関とともに制御され、力行指令は5ノッチ、変直の切り換えも自動である。
ブレーキは応荷重装置付電気指令式空気ブレーキ装置で、制御装置形式はC-76、常用（8ノッチ）、非常、直通予備（保安ブレーキとして使用）、耐雪、抑速（2段指令で押しボタン式）の各ブレーキを装備している。このうち、抑速ブレーキは機関ブレーキ+コンバータブレーキ（キハ110形量産先行車はリターダブレーキ）で対応し、空気ブレーキは使用しない。ブレーキシステムも電車で実績のある応答性の高い電気指令式を使用している。
台車いずれもボルスタレス式の空気ばね方式で、動台車は2軸駆動、基礎ブレーキは片押し式のユニットブレーキである。
キハ100系は動台車がDT59、従台車はTR243となっている。キハ110系は動台車がDT58、従台車がTR242であるが、量産車では動台車が減速機の歯数比の変更によりDT58Aに区分されており、さらに200番台の陸羽東線・陸羽西線向け増備車については軸ばねをロールゴムから円すいゴムへ変更したDT58B・TR242Aとなっている。キハ100系とキハ110系では軸距の違い（2,000 mmと2,100 mm）がある。
冷房はコンプレッサを機関で駆動する機関直結式のAU26J-B×1台（キハ100形）・AU26J-A×2台（キハ110・111・112形）で除湿機能付き、暖房は機関の廃熱を利用する温水・温風方式であるが、始動性の良い直噴エンジンの採用により機関予熱器を装備しないため、下り勾配での暖房能力低下対策としてコンバータブレーキでの変速機油の廃熱を暖房に利用している。

### 内装
車内温度保持のために、客用ドアは半自動扱いが可能であり、ドアの横に開閉スイッチが設置されている。また、ドアチャイムも搭載されている。

### 他形式との混結について
連結器は従来車の小型自動密着連結器に代わって電気連結器付きの密着連結器を採用し、分割併合を容易としている。電気連結器は当初1段式を採用したが、後年高崎車両センター所属車については2段式に変更されている。ブレーキや連結器の違いから既存車（国鉄形）との併結はできない。なお、後年登場したキハE130系0番台・キハE120形とは混結が可能となっている。
また、同じ系列内でも、キハ100・101形（および登場時のキハ110形0番台）については幌枠の形状がキハ110系列とは異なっており、そのままでは幌を直接つなぐことはできない。

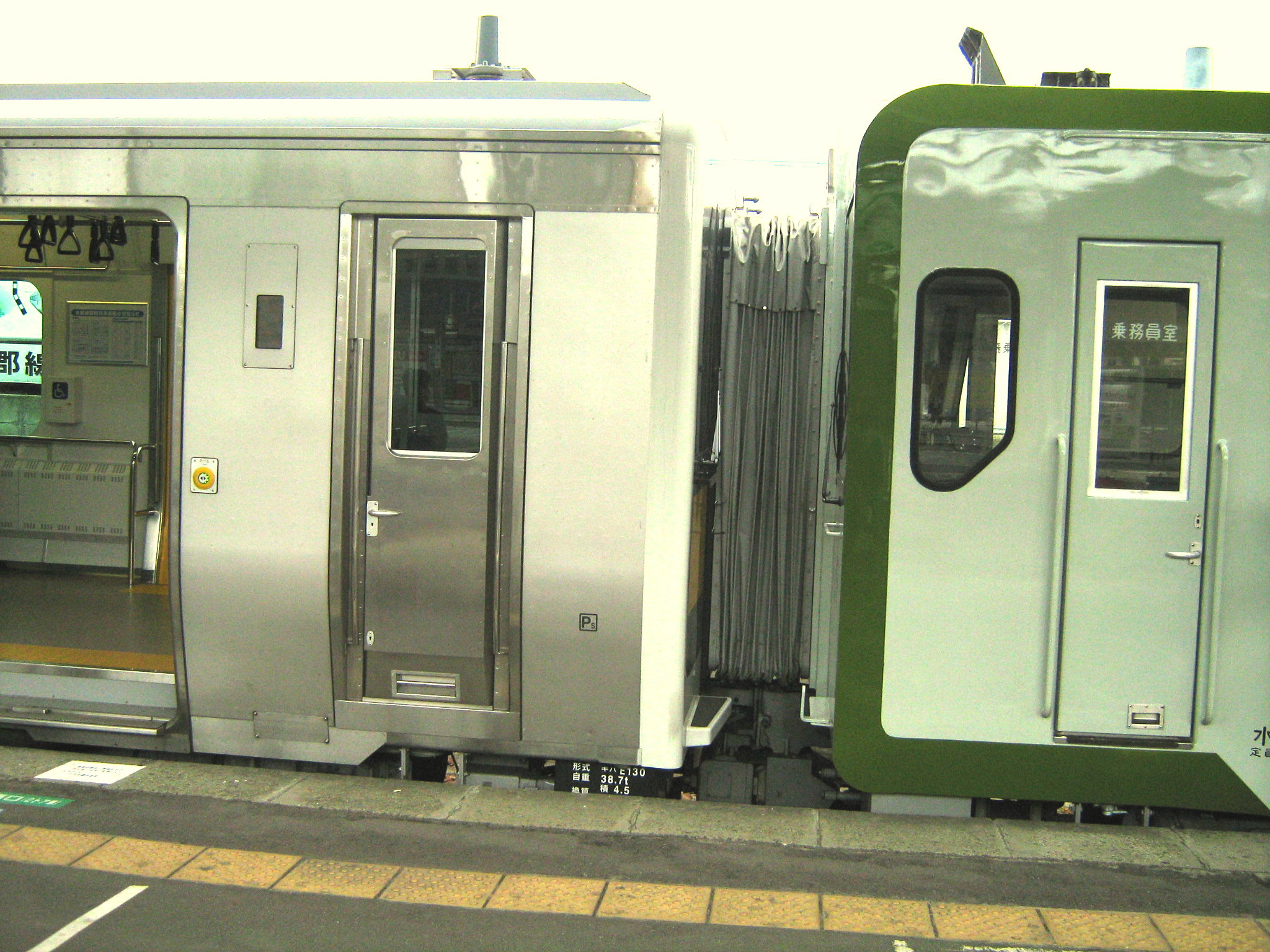
キハE130系0番台と併結するキハ110系100番台（2007年5月19日）
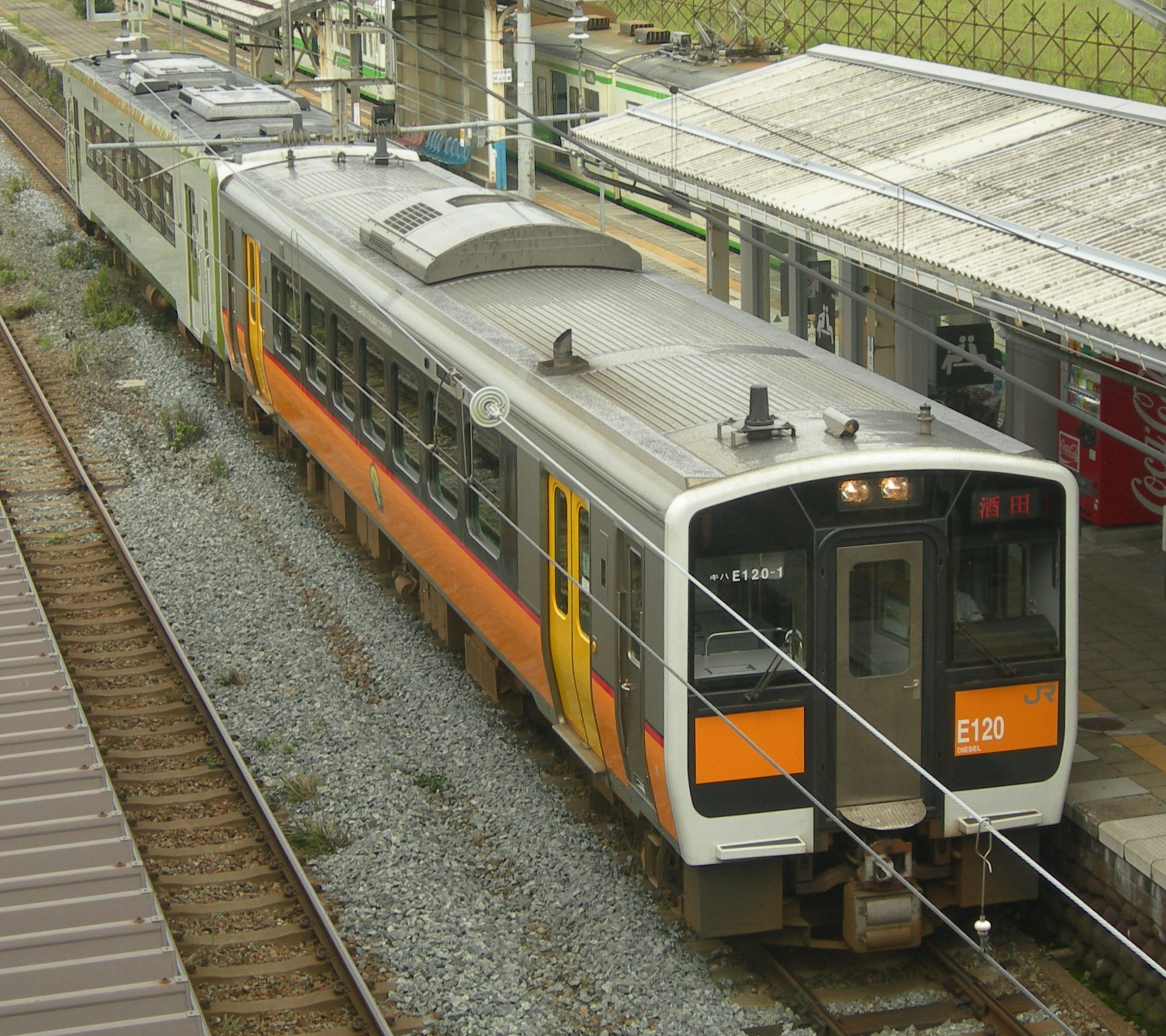
キハE120形（手前）と併結するキハ110形200番台（奥）

## キハ100系
特記ない限りは、2025年（令和7年）4月1日現在の情報を示す。

### キハ100形0番台

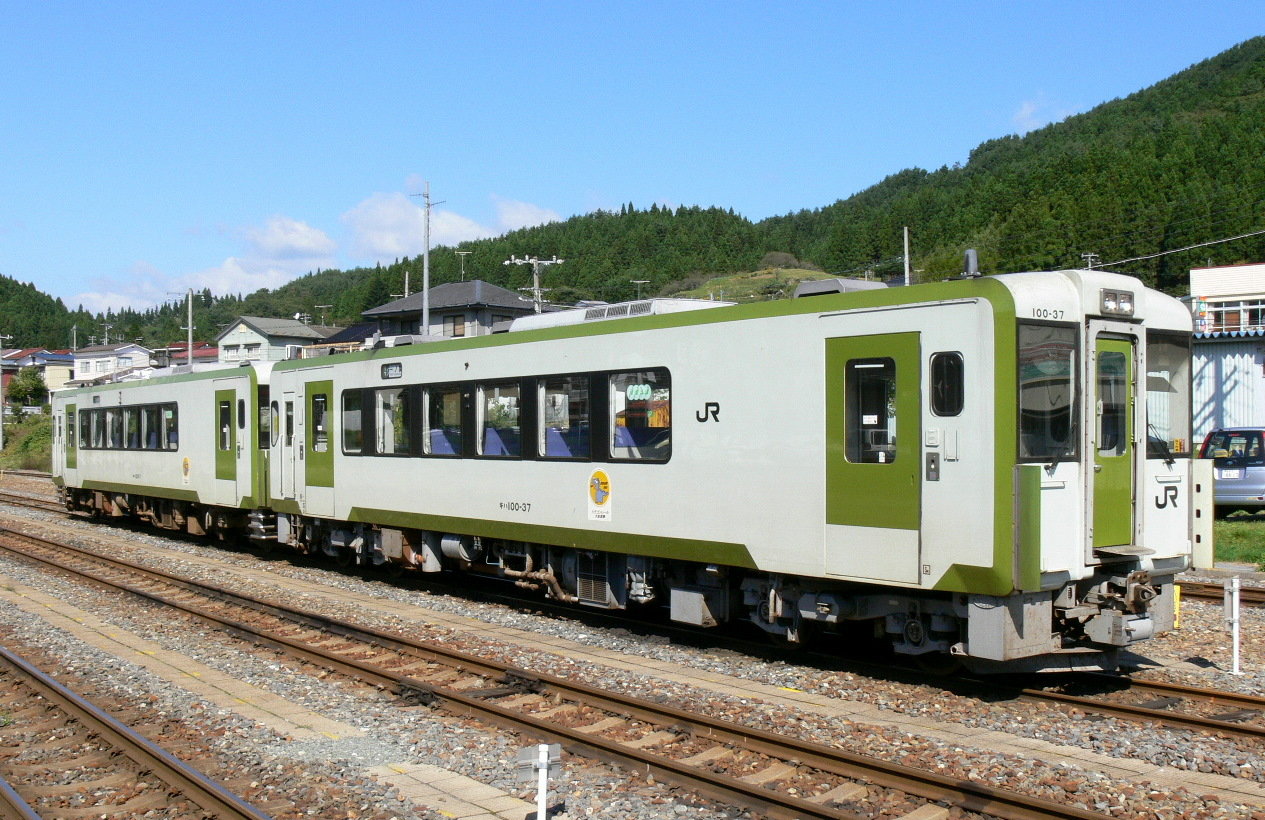
キハ100形0番台
（2006年10月9日 気仙沼駅）

キハ100系グループの基本形として1990年（平成2年）から翌年にかけ46両が製造された。
ワンマン運転を前提に運転台は半室構造となっており、側面は左右非対称となっている。車内はセミクロスシートで、クロスシート部は車内中央に2+2の配列で左右3組設置されている。トイレは和式のものを4位側に設けるが、2008年の一ノ関運輸区所属車を皮切りに順次洋式化されている。
大船渡線・北上線向けが一ノ関運輸区（→盛岡車両センター一ノ関派出所）、釜石線・山田線向けが盛岡客車区（→盛岡車両センター）にそれぞれ投入された。のちに、2010年（平成22年）12月ダイヤ改正での大湊線の編成増強と大湊駅 - 八戸駅間直通列車を増発するためキハ100-21が2010年（平成22年）11月下旬に、2014年（平成26年）3月ダイヤ改正での大湊線の快速「しもきた」増発および多客期増結対応によりキハ100-20がそれぞれ盛岡から八戸運輸区 （→盛岡車両センター八戸派出所）へ転属し、200番台と混用されている。

#### 試作車
1990年（平成2年）1月から2月にかけ1、2が新潟鐵工所、3、4が富士重工業で制作された。車体側の排障器は一般的な鋼板製のスカート形ではなく、ステンレス製丸鋼管の3段組みとされ、側面は吹き寄せおよびトイレ部分にもダミーガラスを使用して、連続窓のように見せるデザインとなっている。また、量産車と異なり、乗務員室の側窓が鋼製枠支持となっている。
登場当初は、先頭車の正面の左右が黒色に塗装されていたが、後に量産車に合わせてベリーペールグリーンに変更された。また、車体に雨どいを設置していなかったが、のちに量産車同様、客用扉・乗務員室扉上部に取り付けられている。ワンマン運転への対応は落成当初は準備工事のみとされ、1991年（平成3年）に改造工事が行われている。
室内は1・2・3位側出入り口付近のロングシート2席ずつを収納式とし、混雑時に対応している点が特徴である。定員103名（折り畳み座席格納時は104名）。
なお、1と3は2012年（平成24年）に後述の「POKÉMON with YOU トレイン」へ改造されている。
2は2024年（令和6年）に登場当初のブラックフェイス塗装を施された後、2025年（令和7年）3月29日付けで廃車となった。

#### 量産1次車

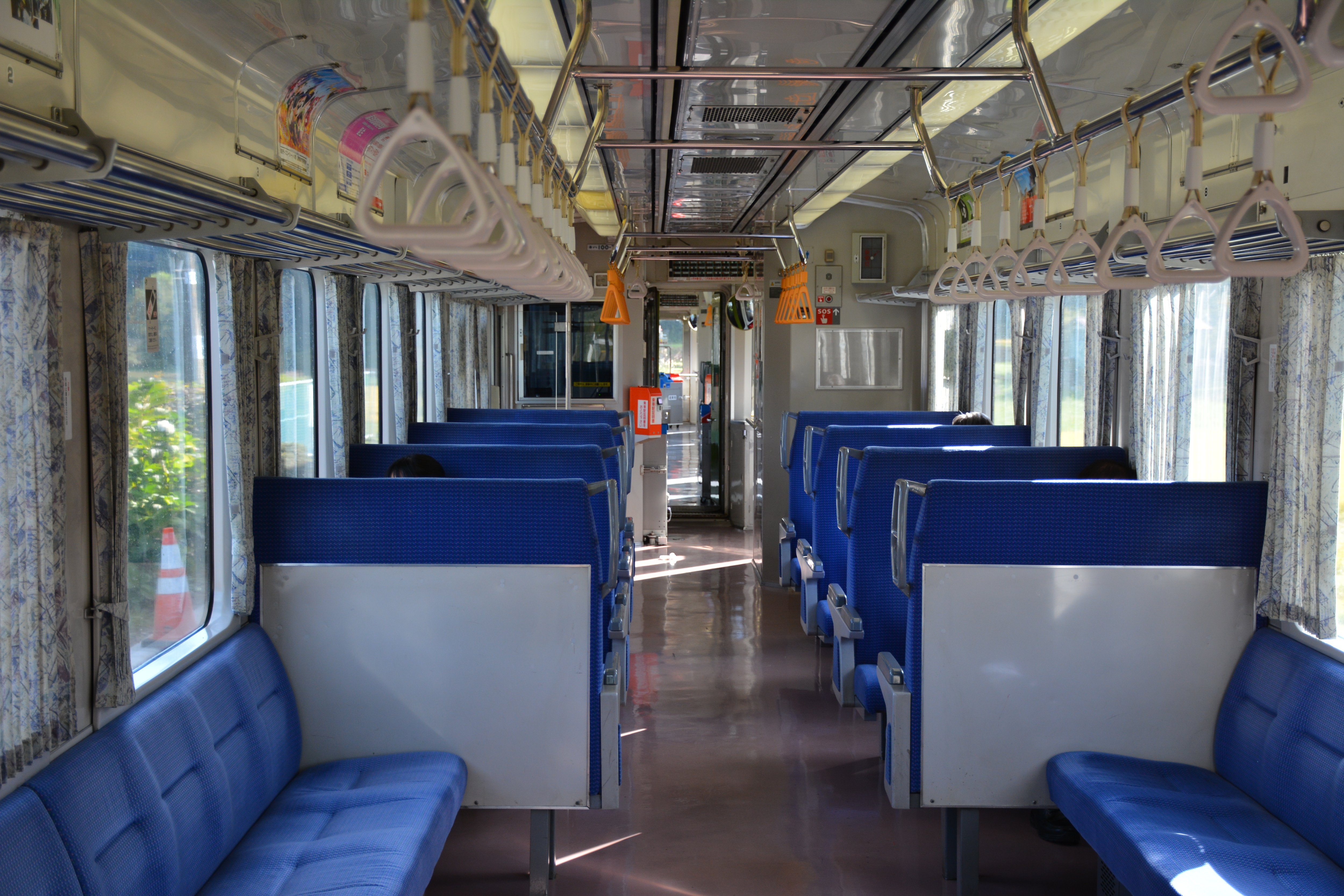
キハ100形0番台量産1次車の車内（2016年10月 / 大船渡線）

1991年（平成3年）3月に富士重工業で製造された5 - 8では、側面のダミー窓の廃止、運転室側窓のHゴム支持への変更、室内の折りたたみ座席の廃止が行われた。また、以降のグループは当初より車内収受方式のワンマン運転に対応して製造されている。定員103名。

#### 量産2次車

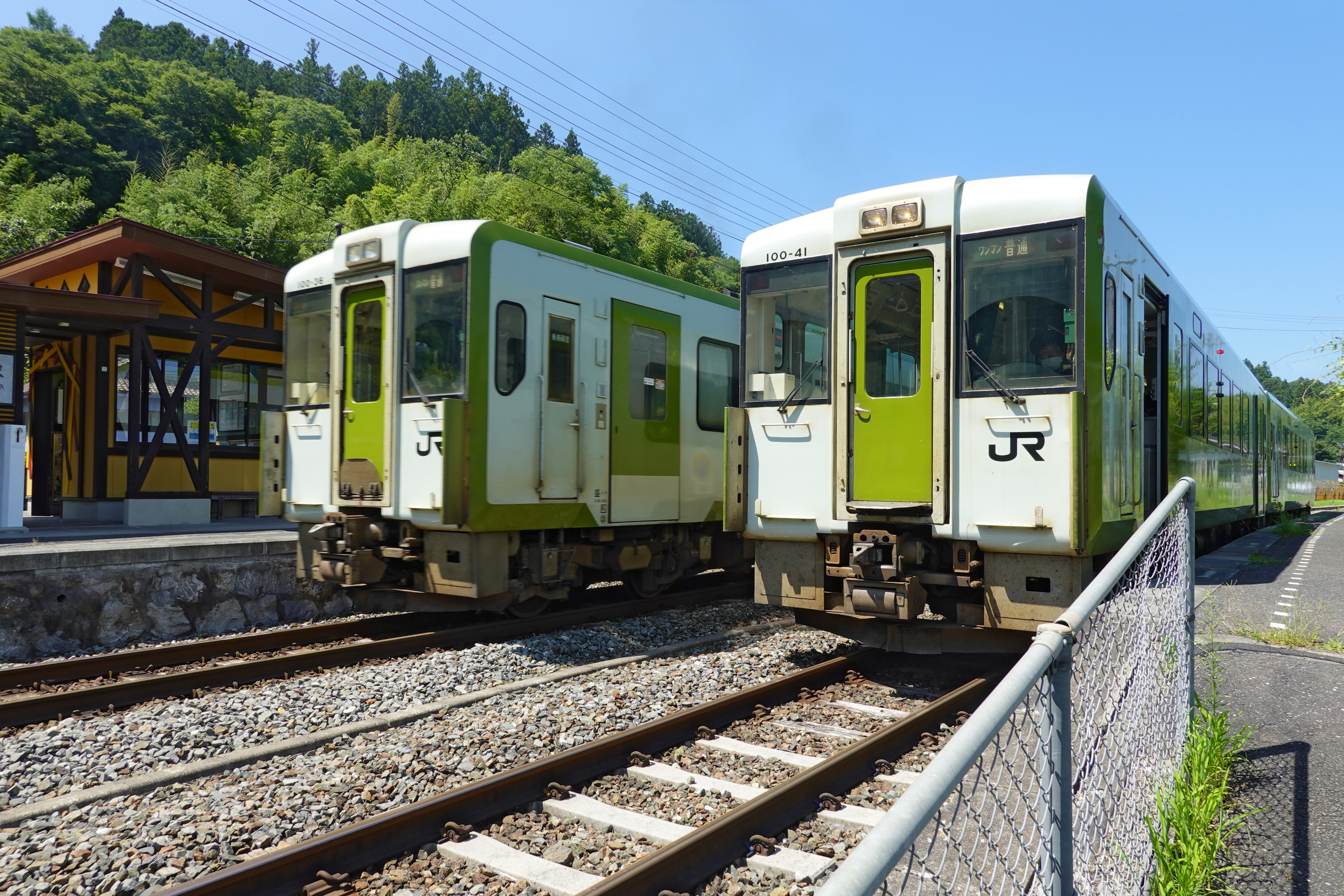
キハ100形36番と41番（2023年7月 陸中松川駅）

1991年（平成3年）6月から10月にかけ製造された9 - 46では、スカートのパイプによる補強が廃止されたほか、側面方向幕がHゴム押さえに変更されている。室内はつり手の支持方式が曲げパイプからブラケット支持に変更されている。製造は、9 - 29が富士重工業、30 - 46が新潟鉄工所である。
なお、キハ100-29は2017年（平成29年）に後述のキハ103形に改造されている。

#### POKÉMON with YOU トレイン
大船渡線を中心に運転される「POKÉMON with YOU トレイン」専用車として、郡山総合車両センターで改造された。車両は、一ノ関運輸区（→盛岡車両センター一ノ関派出所）所属のキハ100-1・3を改造している。
なお、内外装は2017年（平成29年）7月15日から「親子でピカチュウと楽しむ列車」をコンセプトとした新しいデザインとなった。
2012年（平成24年）12月22日から臨時列車として大船渡線の一ノ関 - 気仙沼間で運行を開始している。このほか、2014年には東日本大震災復興支援事業の一環として、同年1月から2月にかけて水郡線・常磐線・総武本線・磐越西線・磐越東線・只見線・左沢線へ出張運転されている。
2025年（令和7年）6月7日、8日に常磐線で、「POKÉMON with YOUトレイン 浜通り号」が 運転された。運転区間は、仙台（9:55発）～浪江（11:55着）、浪江（14:55発）～仙台（17:29着）。

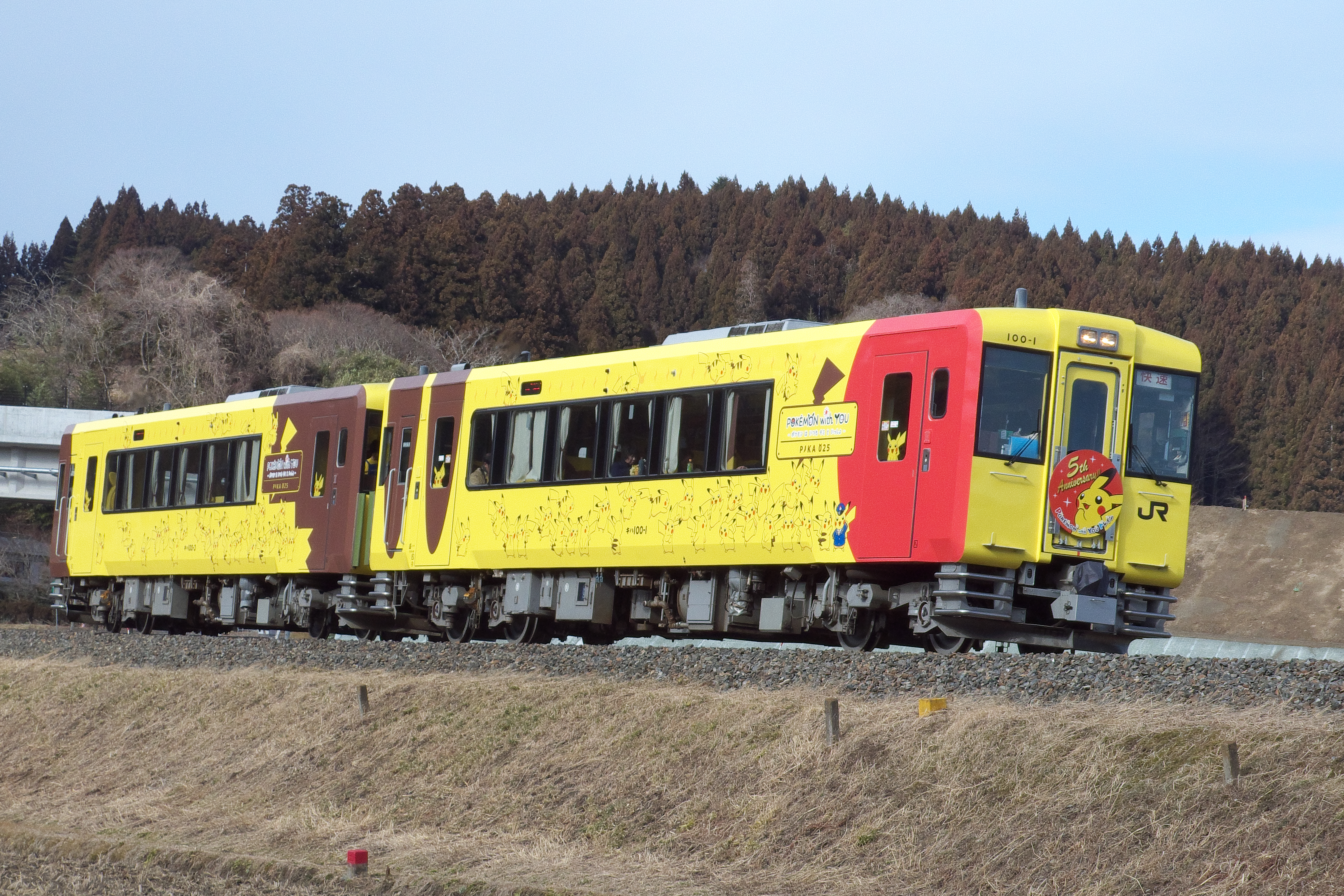
現行塗装のPOKÉMON with YOU トレイン（2018年1月20日 / 大船渡線折壁 - 新月間）
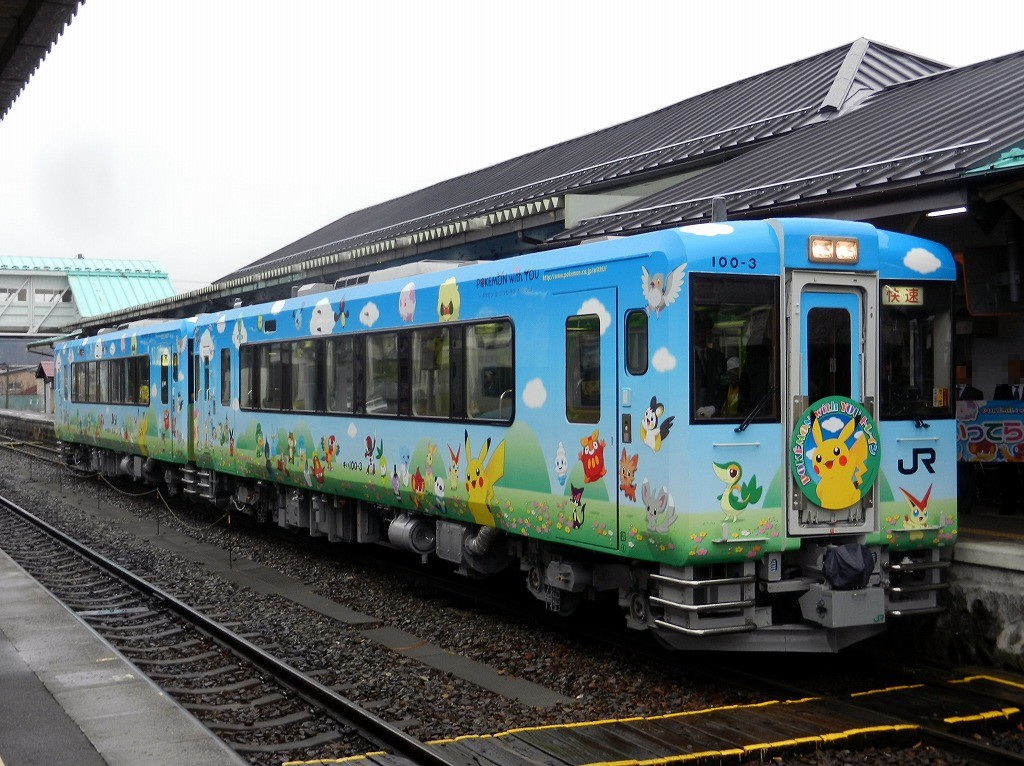
旧塗装時代のPOKÉMON with YOU トレイン（2012年12月22日 / 気仙沼駅）

### キハ100形200番台
1993年（平成5年）に大湊線で使用されていたキハ40形を置き換え用として201 - 205の5両が富士重工業で製造された。
後述のキハ101形の改良を踏襲し、客用側扉を引き戸式へ変更、車体の延長・強化、3位側出入口への車いすスペースの設置、音声合成方式のワンマン機器搭載、TE装置新設が行われた。
室内は車いすスペースが設置された以外、0番台量産2次車からの変化はなく、トイレも和式となっている（のちに2010年から洋式化）。定員は103名で変更はないが、車いすスペースの設置により座席定員が減少している。
八戸運輸区 （→盛岡車両センター八戸派出所）に投入され、大湊線と直通先の青い森鉄道線（←東北本線）で運用されている。

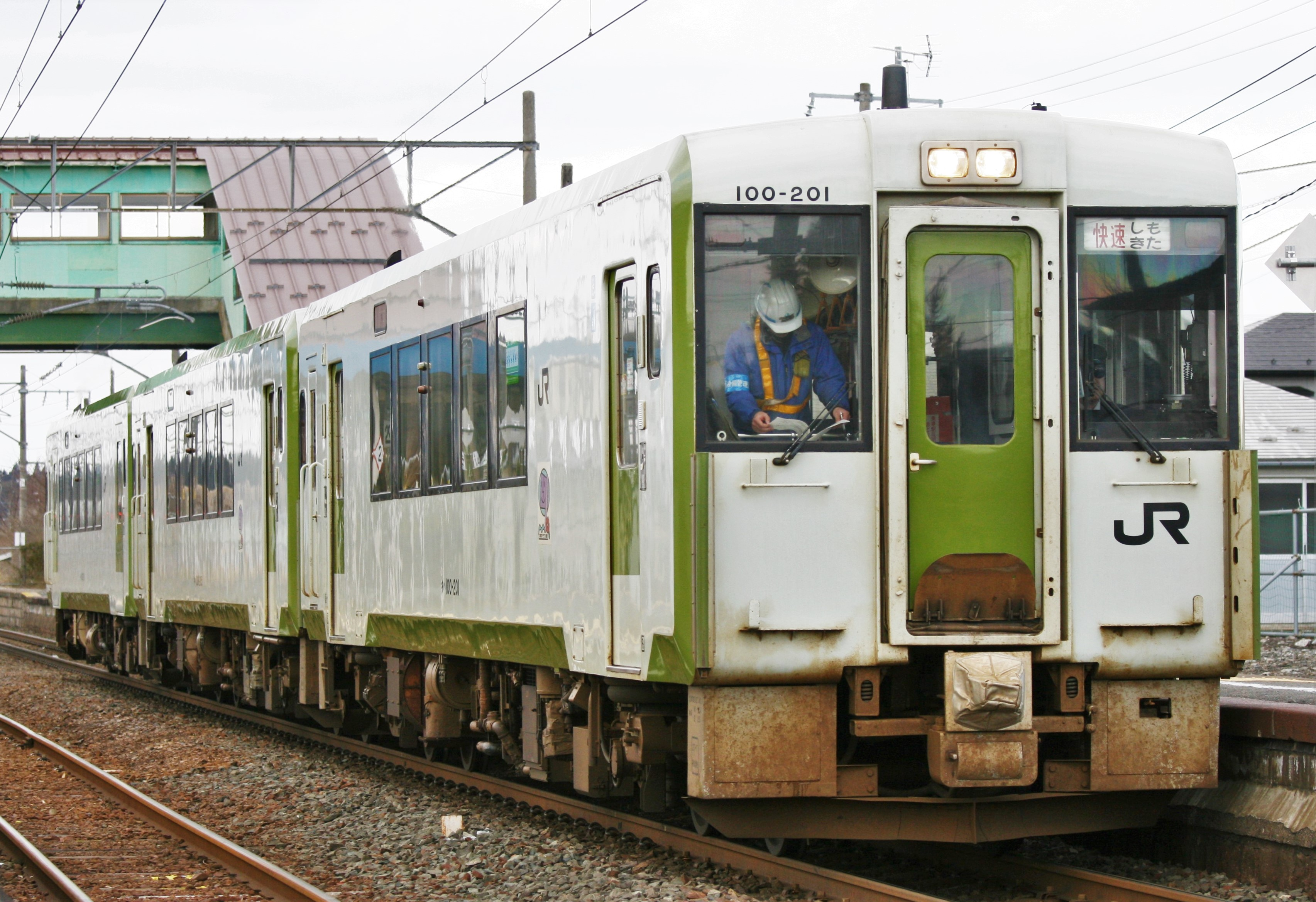
キハ100形200番台 （2017年1月1日）
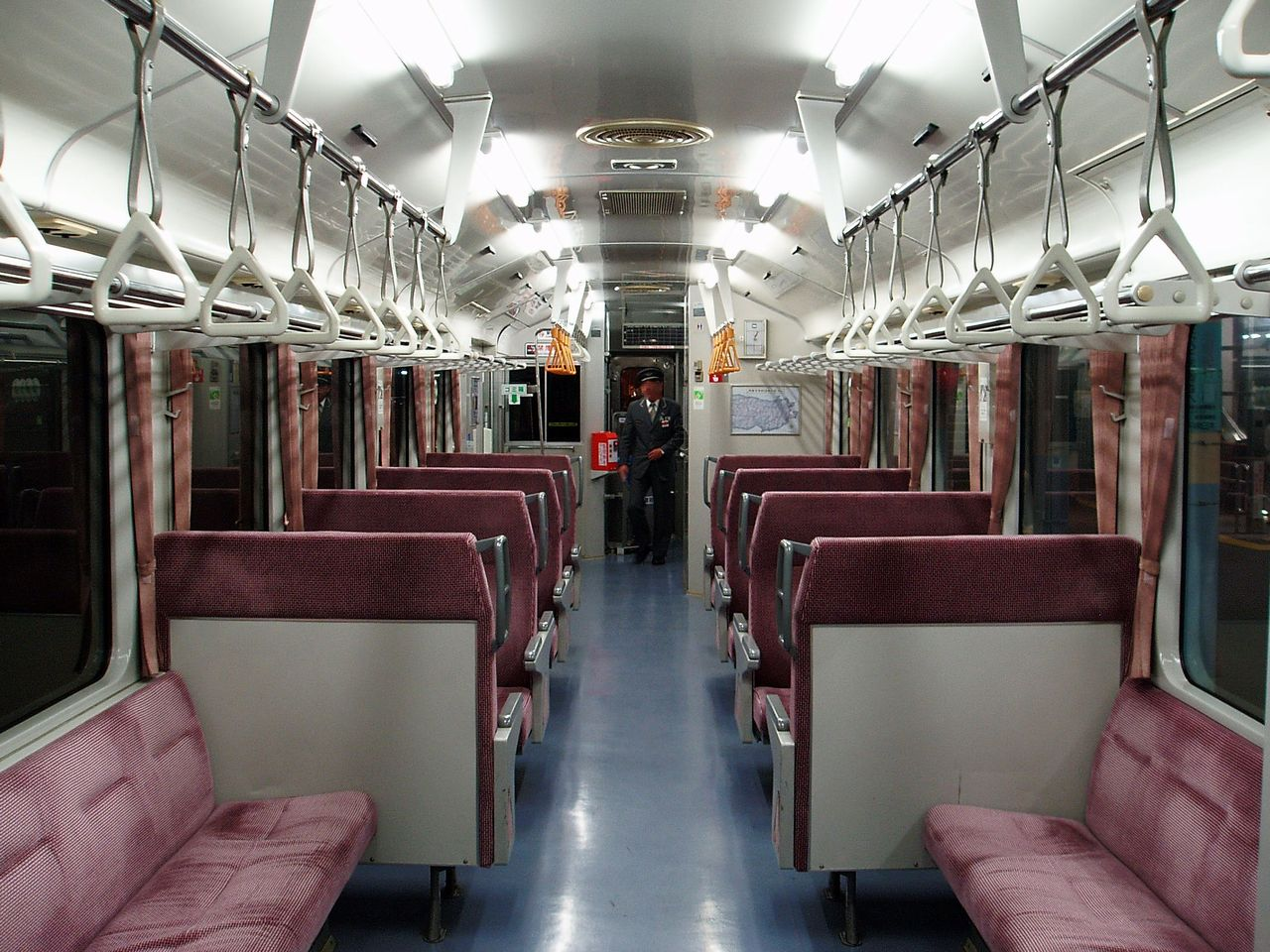
キハ100形200番台車内 （2008年6月 青森駅）

### キハ101形
左沢線用として1993年（平成5年）10月に6両、1994年（平成6年）9月に5両、1997年（平成9年）2月に2両の計13両が製造された。後述の室内レイアウトの変更に伴い、区別を明確にするため形式が分けられている。全車が新潟鐵工所で製造されている。
本形式が導入された左沢線は、朝夕を中心に非電化線区としては比較的混雑する状況にあったため、流動を均一にする目的でオールロングシートを採用し、営業距離・乗車時間も比較的短いことからトイレを省略し車椅子スペースとしている。このため一部機器類の配置・形状が変更されている。これにより定員は107名に増加している。
車体は、1992年（平成4年）に発生した成田線大菅踏切事故を受けて、キハ100形をベースに、運転室部分の鋼体を台車中心から車端部にかけて250 mm延長し、衝突時の乗務員の挟まれを抑制している。このため全長は16.5 mから17 mへ延長されている。このほか、前面鋼体の構造見直しによる強度向上が行われている。また、側扉の方式をプラグドアから引き戸に変更したことで、側扉出入り口（ステップ）の高さを従来の1,036 mmから970 mmに変更している。これに伴い戸袋部は側板厚みが50 mmから90 mmに増加している。また、側扉にはドアチャイムが装備されている。
機器類についても従来は優等列車用や機関車のみに設置していたTE装置を設置したほか、運転台横の客室照明を運転台から消灯するスイッチが新設されている。空調装置についても冷媒が環境対策としてフロンR-12からR134aに変更されている。
車内の床材はピンクの色の物とブルーの色の物がある。ロングシート足元部の床に黒い線が引いてあるが、これは座席と立席の範囲を区分するために投入後に引かれたものである。車体塗色はホワイトを基調に最上川をイメージした青を配した同線独自のものを使用するとともに、前面とドア横に左沢線シンボルマーク、側面に「FRUITS LINER（フルーツライナー）」のロゴが施されている。
運賃表示器は設置車と未設置車があったが、現在は全車両に液晶ディスプレイ (LCD) の運賃表示器が設置されている。かつての運賃表示器未設置車には運賃表示器の代わりに運賃表のステッカーを貼付してある。なお、LCDの運賃表示器が設置された現在もステッカーは貼付されたままである。運転台はキハ100形同様に半室運転台を採用しており、助士側で車掌がドア扱いを実施している時に乗客が立ち入らないように柵が設置されている。
1993年（平成5年）12月1日から左沢線で運用を開始し、同区間の所要時分を4分短縮した。当初は新庄運転区配置であったが、山形新幹線の新庄駅延伸に伴う山形駅 - 新庄駅間の標準軌化に伴い、1999年（平成11年）度までに山形電車区（現：山形新幹線車両センター）に転配された。キハ101-12とキハ101-13には左沢方にメガホンが設置されている。
2021年（令和3年）現在、全編成の行先表示器のフルカラーLED化が完了している。

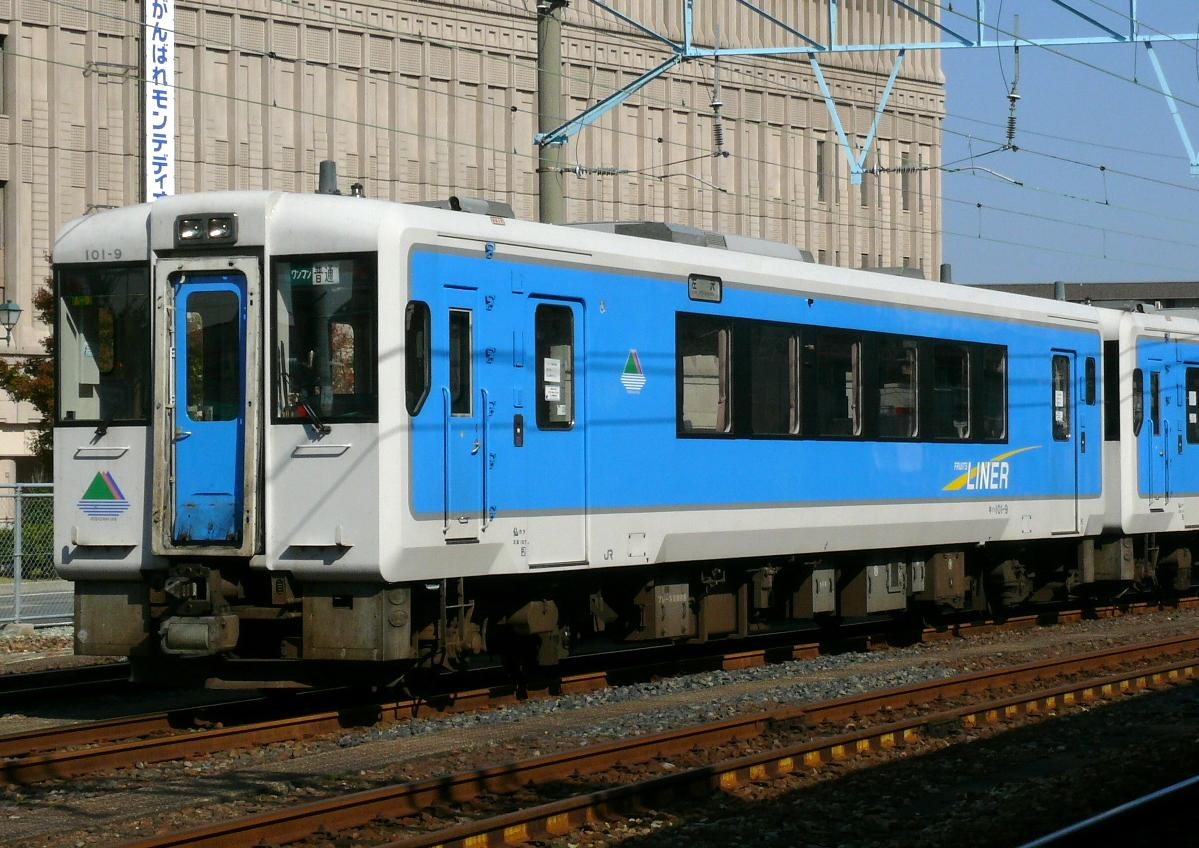
キハ101形「フルーツライナー」 （山形駅）
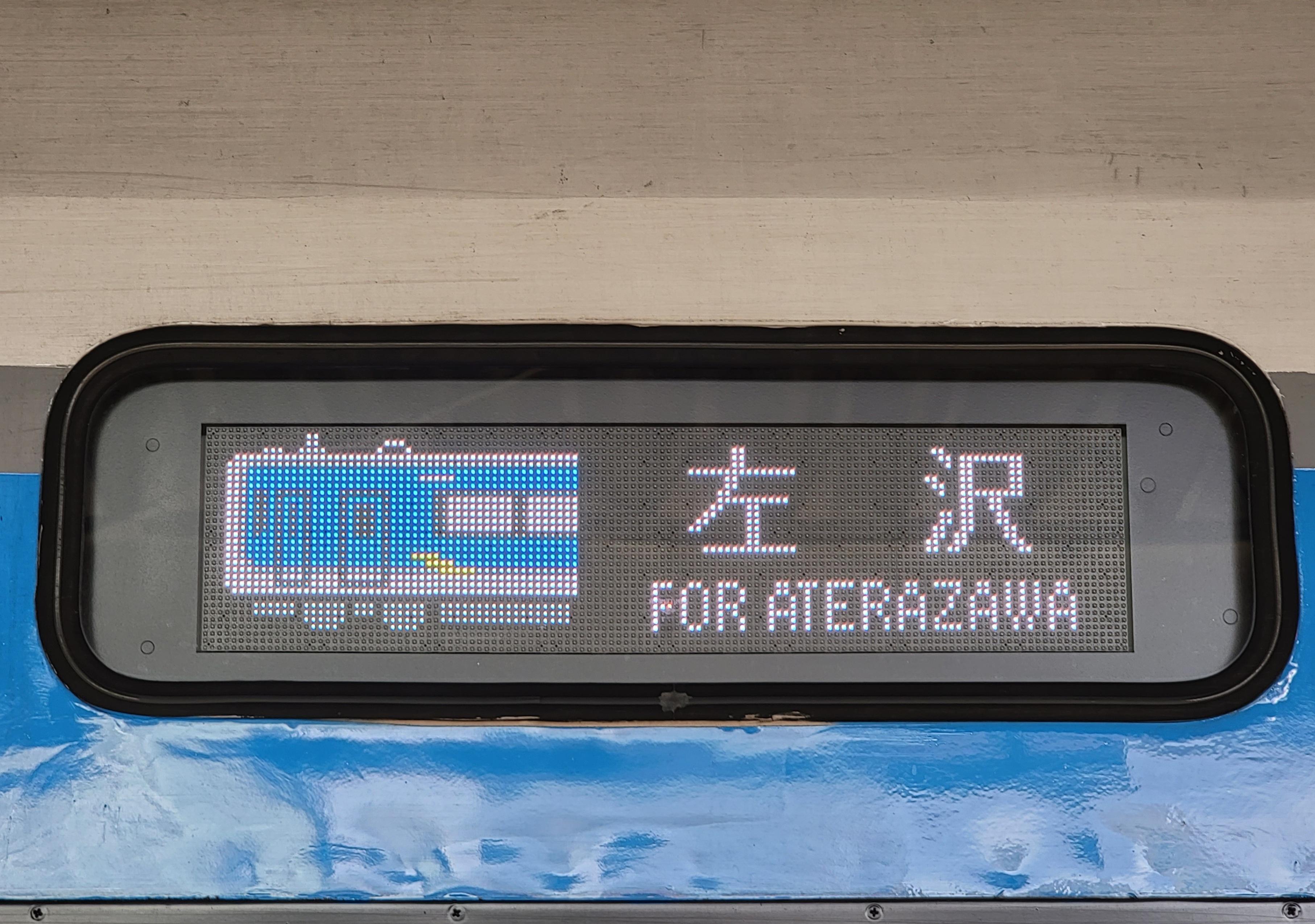
フルカラーLEDの行先表示器 (2021年8月)

### キハ103形

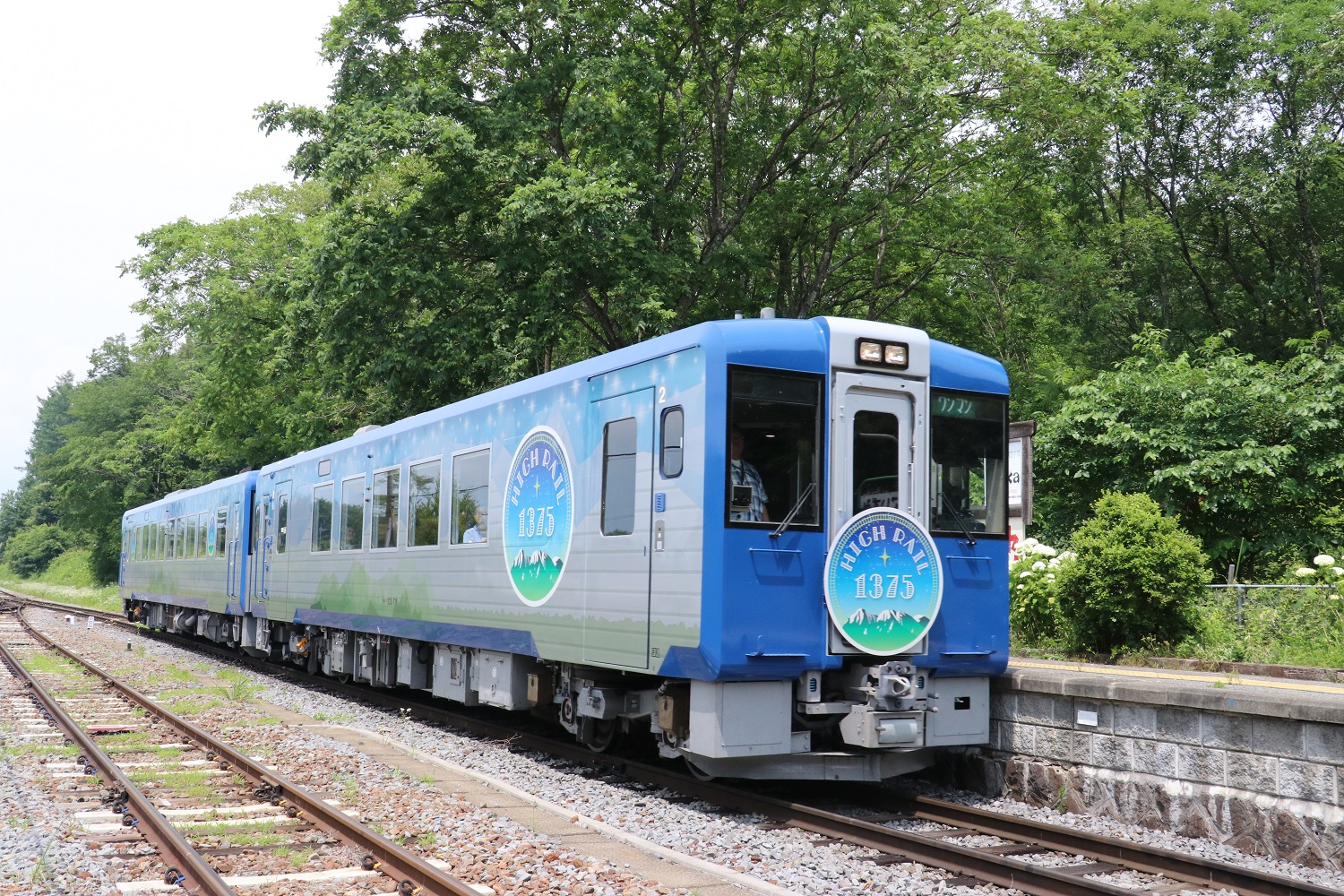
キハ103-711+キハ112-711
HIGH RAIL 1375（2017年7月9日）

小海線を中心に運転される観光列車「HIGH RAIL 1375」用として、2016年（平成28年）11月26日付で盛岡車両センター所属のキハ100-29が小海線営業所へ転属。後述のキハ110-108（→キハ112-711）とともに改造され、2017年（平成29年）7月1日から運行を開始した。改造により連結面の運転台が使用停止となったため、新規形式のキハ103形に変更されキハ103-711となっている。
本車は2号車となり、室内は「天空にいちばん近い列車」をコンセプトに、リクライニングシートを中心に、書棚「ギャラリーHIGH RAIL」を設置する。

## キハ110系
特記ない限りは、2024年（令和6年）4月1日現在の情報を示す。

### 0番台
急行列車用として投入された番台である。1990年（平成2年）1月から2月にかけ試作車としてキハ110-1 - 3が製造されたのち、1991年（平成3年）3月に量産車となるキハ110-4, 5とキハ111・112-1 - 3が製造された。製造所はキハ110-1, 2, 4, 5が富士重工業、そのほかが新潟鐵工所である。
外観上の特徴としては、他番台と異なり、パイプ式のスカートを使用している。また、試作車についてはキハ100形試作車と同様、側面へのダミーガラス使用、先頭車の正面の左右が黒色に塗装（登場時のみ）が行われている。
室内は他の番台と異なり940 mmピッチの回転リクライニングシート（キハ111・112の後位のみ4人掛けボックスシート）を装備し、照明にはグローブがつけられている。デッキは省略されているが、ガラス製の仕切りが設けられている。この番台のみキハ111・112形の後位側の貫通扉は前面と同じ狭幅となっており、通常ユニットで運用されるキハ111・112形も1両単位で運用されることが多い。
定員はキハ110形が52名、キハ111形が60名、キハ112形が64名となっている。
2016年（平成28年）現在、JRグループにおいて急行列車で使用されることを前提として新製された最後の車両である。なお、2013年にキハ111-2およびキハ112-2は、700番台に改造されている。
当初は全車が盛岡客車区（→盛岡車両センター）に配属され、東北・釜石・山田線急行「陸中」で使用を開始した。2002年（平成14年）の「陸中」廃止後は、後継の快速「はまゆり」をはじめ、釜石線および東北本線日詰 - 盛岡間の普通列車に使用されている。快速「はまゆり」では、指定席となる3号車に優先的に使用される。キハ110-3が山田線盛岡駅 - 上米内駅間の運用についたことがある。また、東日本大震災以前の2007年（平成19年）7月から2011年（平成23年）3月まではキハ110形の1,2,4,5が小牛田運輸区（→仙台車両センター小牛田派出所）に所属し、石巻線・気仙沼線快速「南三陸」の指定席車両でも使用されていた。震災後、小牛田所属キハ110形0番台は陸羽東線小牛田駅 - 鳴子温泉駅間の運用についていた。2013年（平成25年）にキハ111・112-2が後述の700番台へ改造され転出し、代替として小牛田からキハ110形が戻り、以後は全車が盛岡所属となっていた。2021年（令和3年）3月29日付でキハ111・112-3が小牛田運輸区に転出し、東北の祭りのラッピングを施した上で陸羽東線の快速「快速湯けむり号」の指定席車両として使用されている。2025年（令和7年）4月現在は盛岡に7両、小牛田に2両配置となっている。

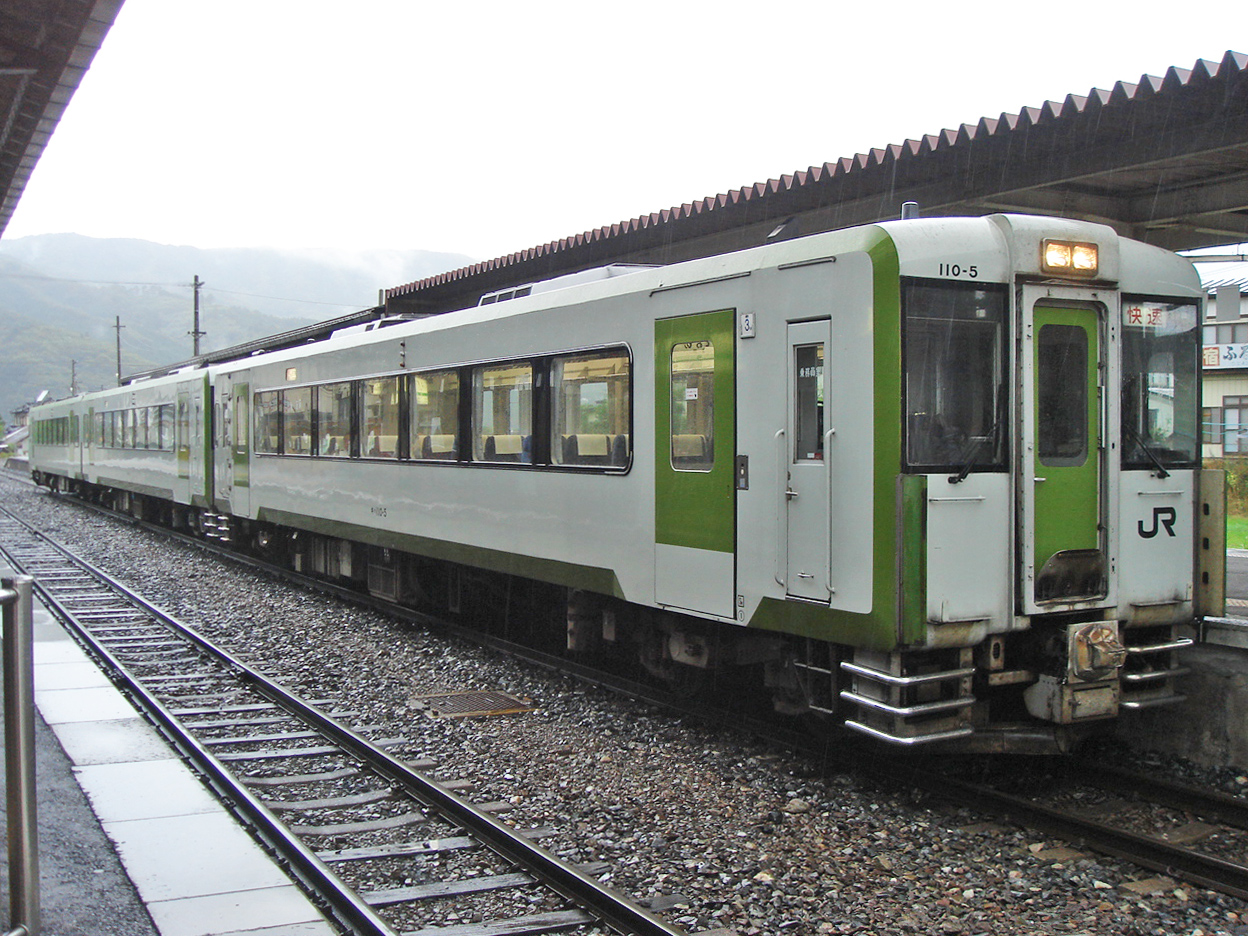
キハ110形0番台 （2006年10月6日 遠野駅）
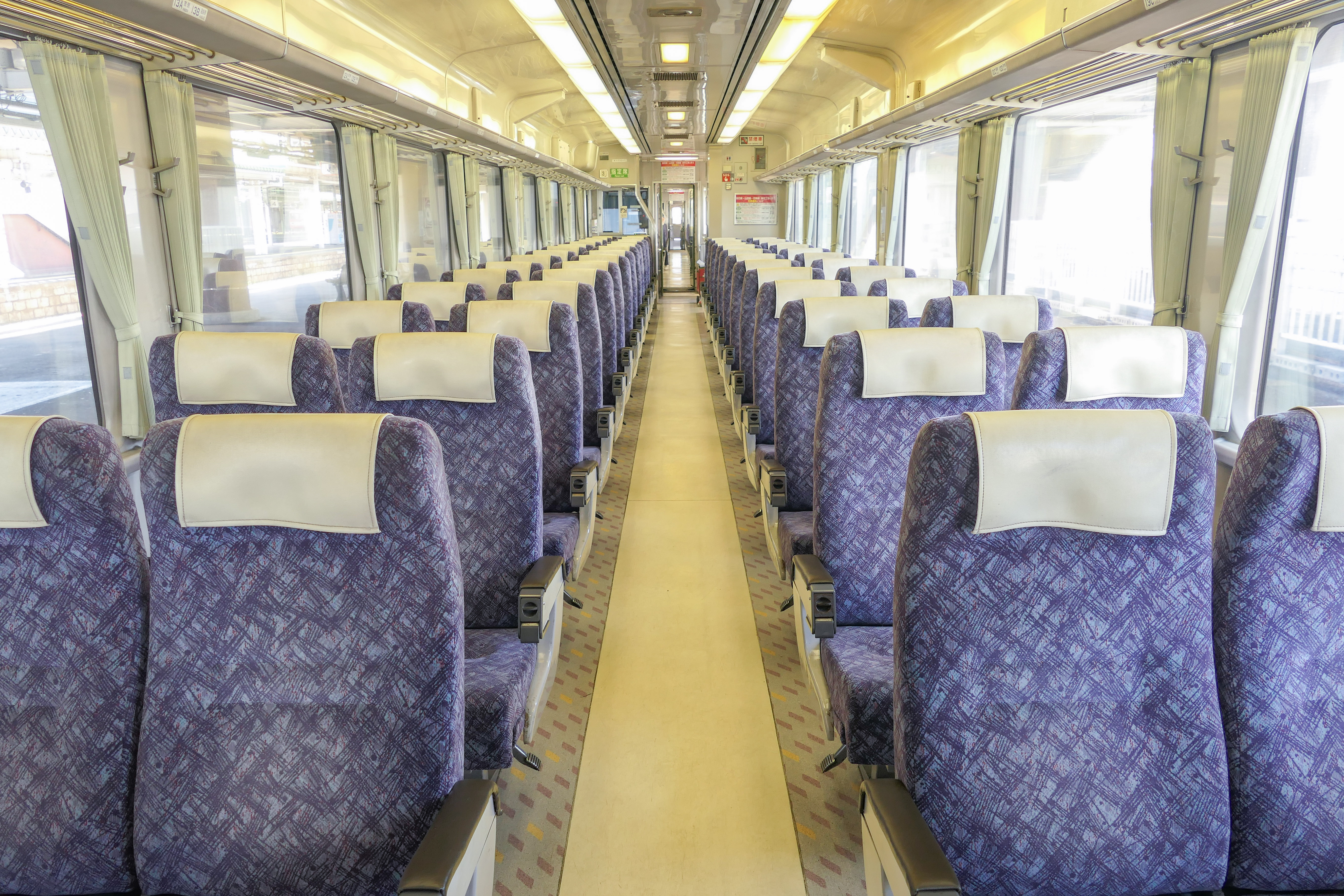
キハ110形0番台（キハ110-1） 車内
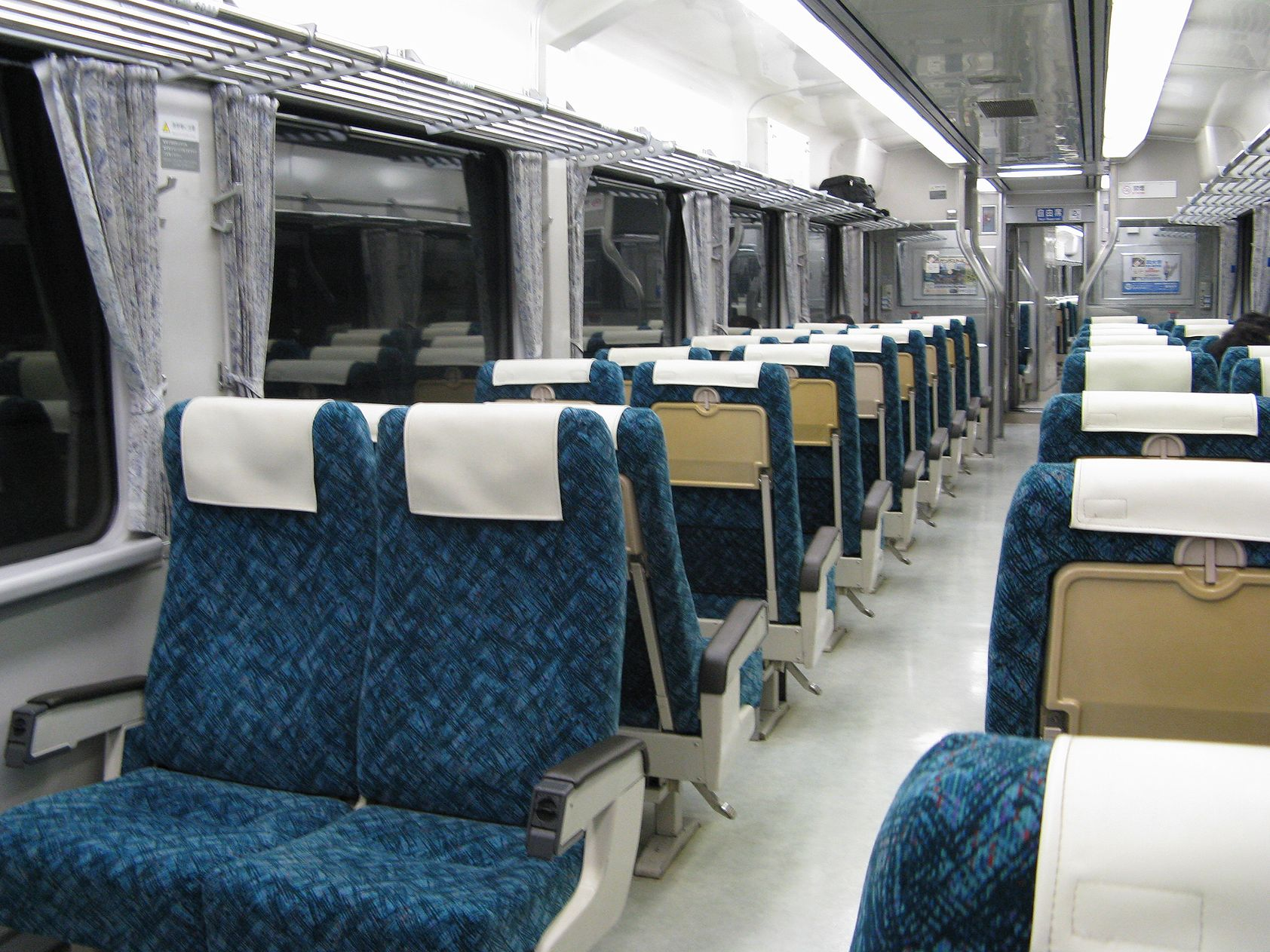
キハ111形0番台（キハ111-1） 車内

### 100番台
普通列車用として設計された番台であり、1991年（平成3年）2月から翌年2月にかけキハ110形39両、キハ111・112形2両編成×21本の計81両が製造された。郡山運輸区（→磐越東線営業所→郡山総合車両センター郡山派出所）を皮切りに新津運輸区・小海線営業所や常陸大子運転区（→水郡線営業所）に投入された。うち、新津運輸区投入車は後述の200番台投入でいったん全車が水郡線営業所に転属している。のちに水郡線営業所所属車についてもキハE130系投入による後述の転用により盛岡車両センターや小牛田運輸区、新津運輸区へ転属している。
外観はほぼ0番台と同様であるが、パイプ式スカートは通常の鋼板によるものに変更され、以降の番台にも踏襲されている。車内はキハ100形と同様のセミクロスシートであり、クロスシート部はキハ100形と異なり、ワンマン運転時の旅客の動線や混雑時を考慮して1-3位側（キハ112形のみ2 - 4位側）を1人掛けとした横2+1列配置となっている。また、この番台以降、キハ111・112形の後位側貫通引き戸は幅広の両開きのものが採用されているため、ユニットを分割する場合、貫通扉にアダプターの装着が必要となっている。定員はキハ110形が119名、キハ111形が131名、キハ112形が136名である。
なお、キハ110-105は2013年（平成25年）に700番台へ、キハ110-108は2017年（平成29年）に710番台へ改造されている（いずれも後述）。
キハ110-133は、2010年（平成22年）7月31日に岩泉線の押角駅 - 岩手大川駅間を走行中に土砂崩れに突っ込み脱線した（岩泉線列車脱線事故）。当該車両は、前面ガラス窓が破損し、11月18日に撤去されるまで4か月間にわたり現場に残されたが、後に復帰している。

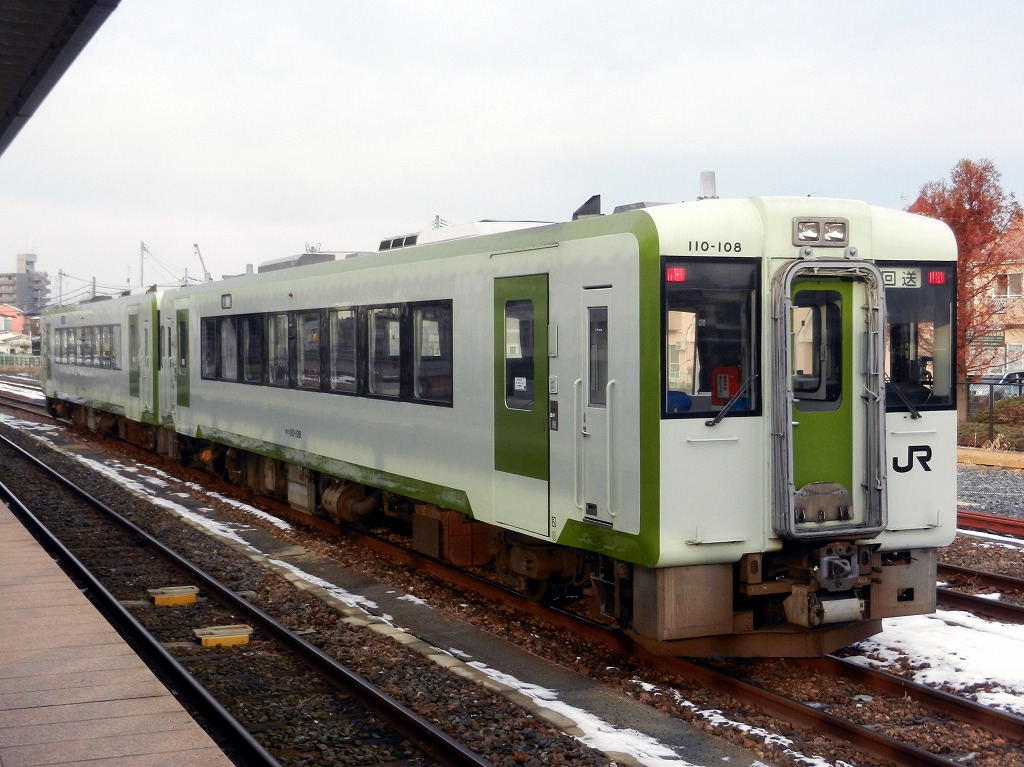
キハ110形100番台 （2013年12月26日 / 石巻駅）
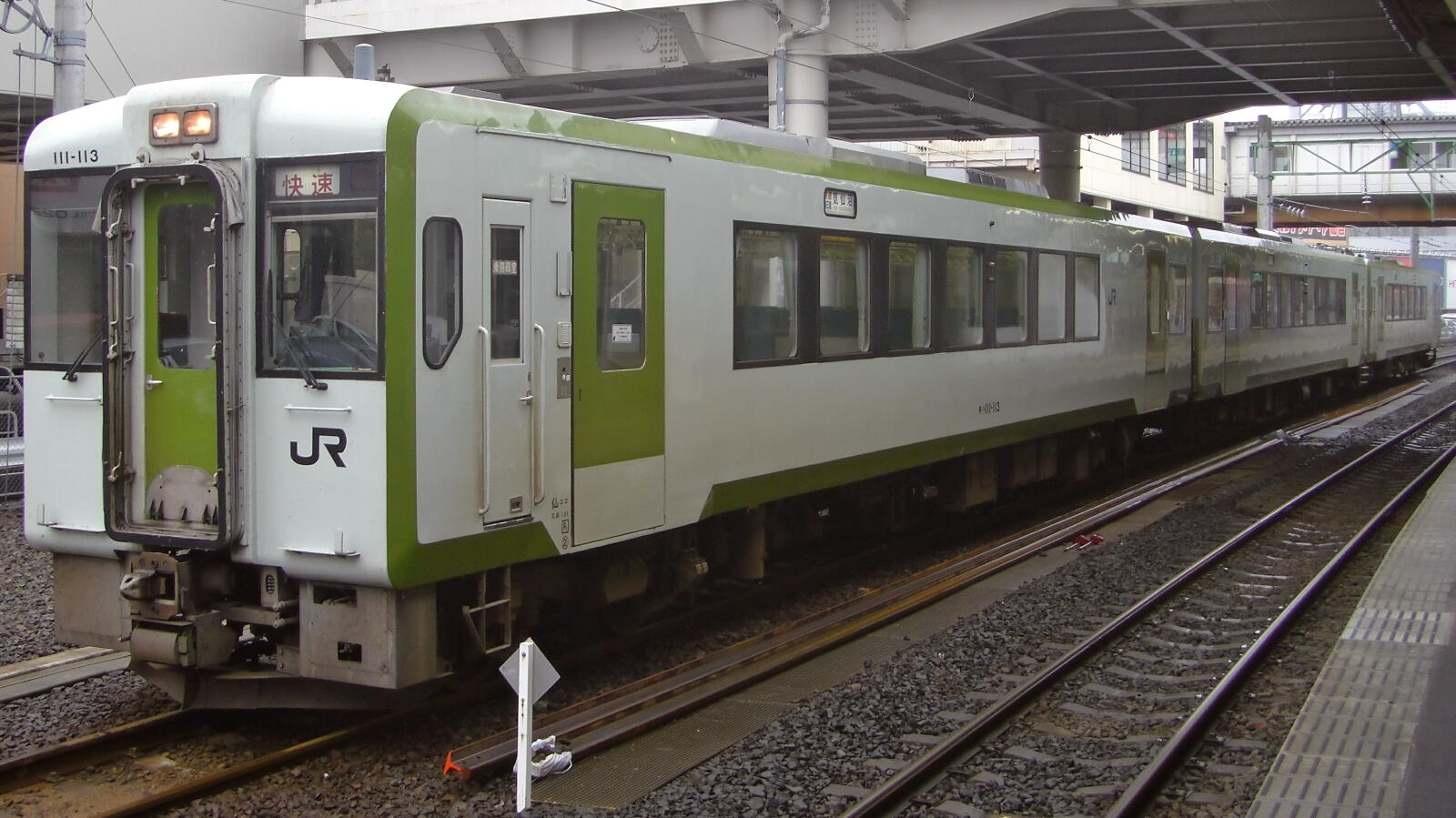
キハ111形100番台 （2008年7月26日 / 仙台駅）
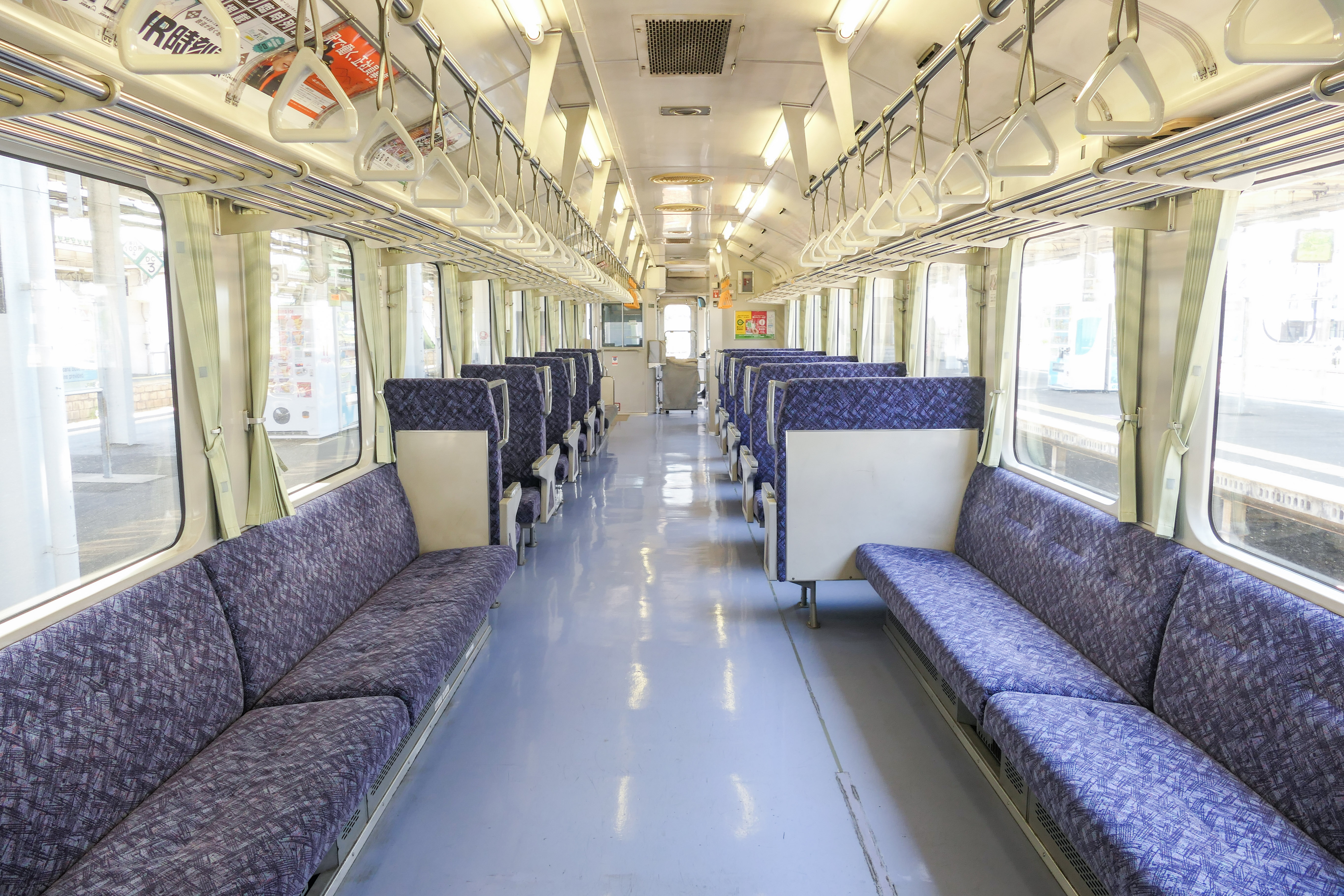
キハ110形100番台（キハ110-122） 車内

#### 特別塗装車
小海線開業80周年記念事業の一環としてキハ110形キハ110-121が首都圏色に塗装変更された。その後キハ111-111+キハ112-111も国鉄急行色に塗装変更された。
2023年（令和5年）9月21日より、只見線全線運転再開1周年を記念して、キハ110形キハ110-135が首都圏色に塗装変更された。

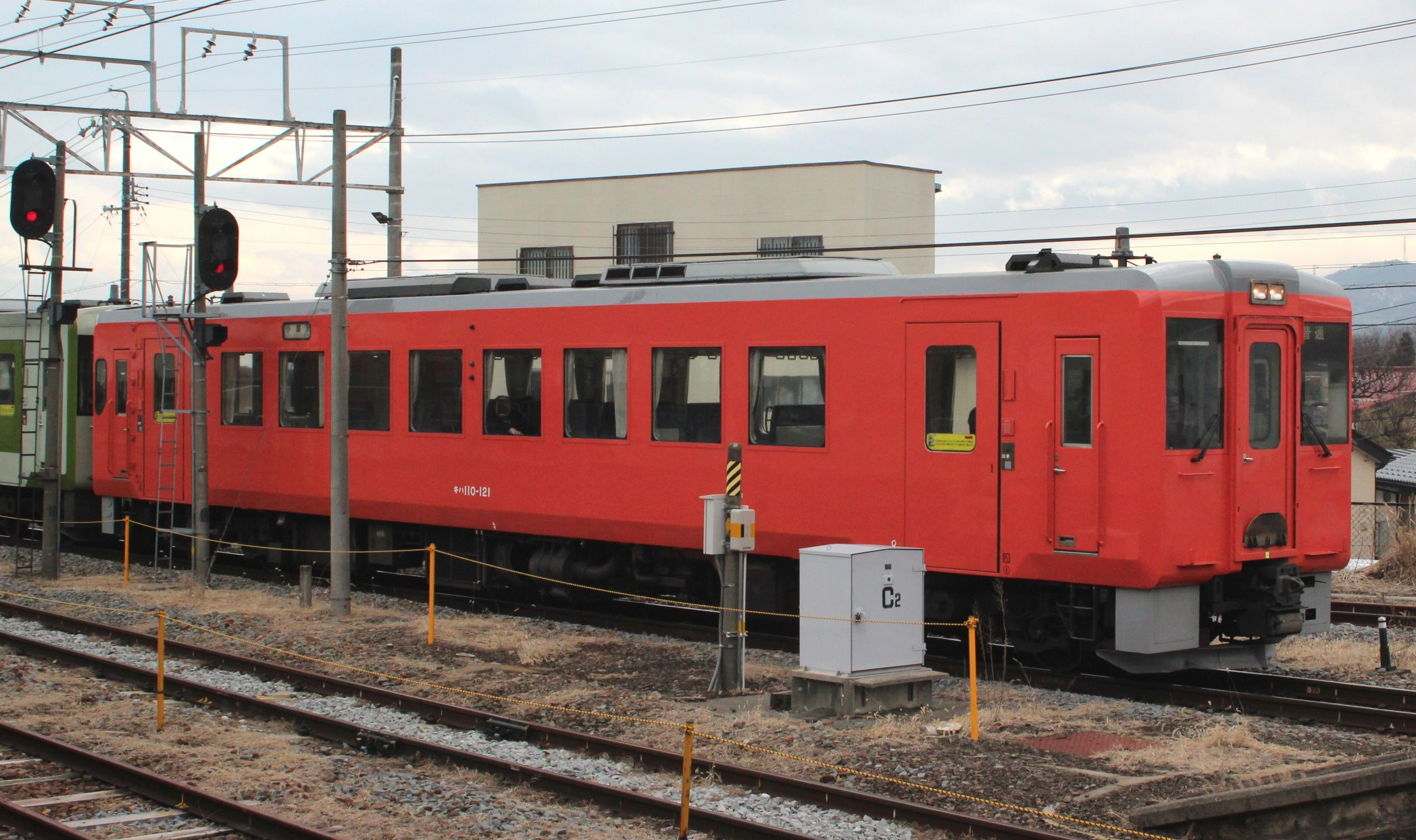
首都圏色に変更されたキハ110-121
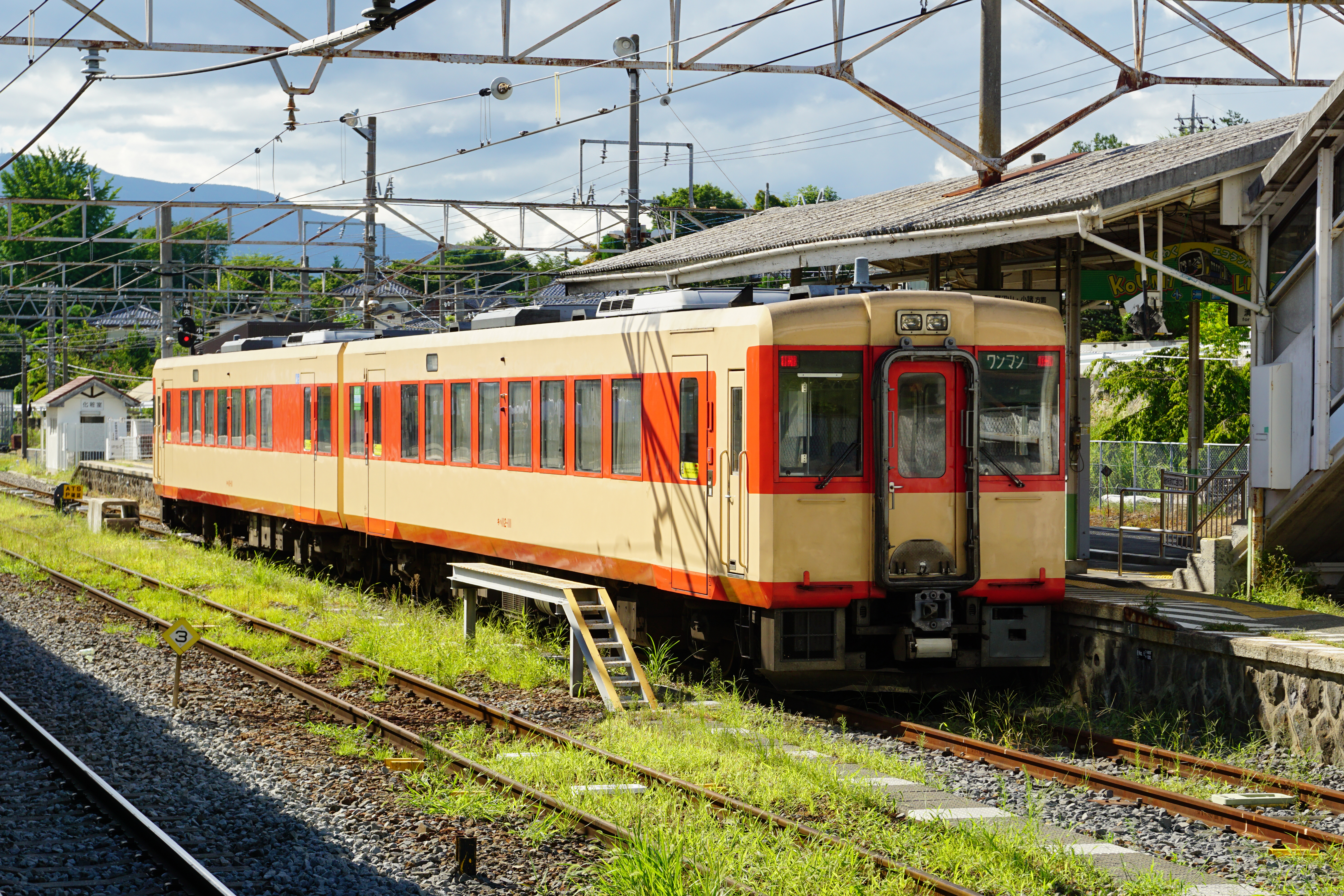
国鉄急行色に変更されたキハ111-111+キハ112-111

### 150番台

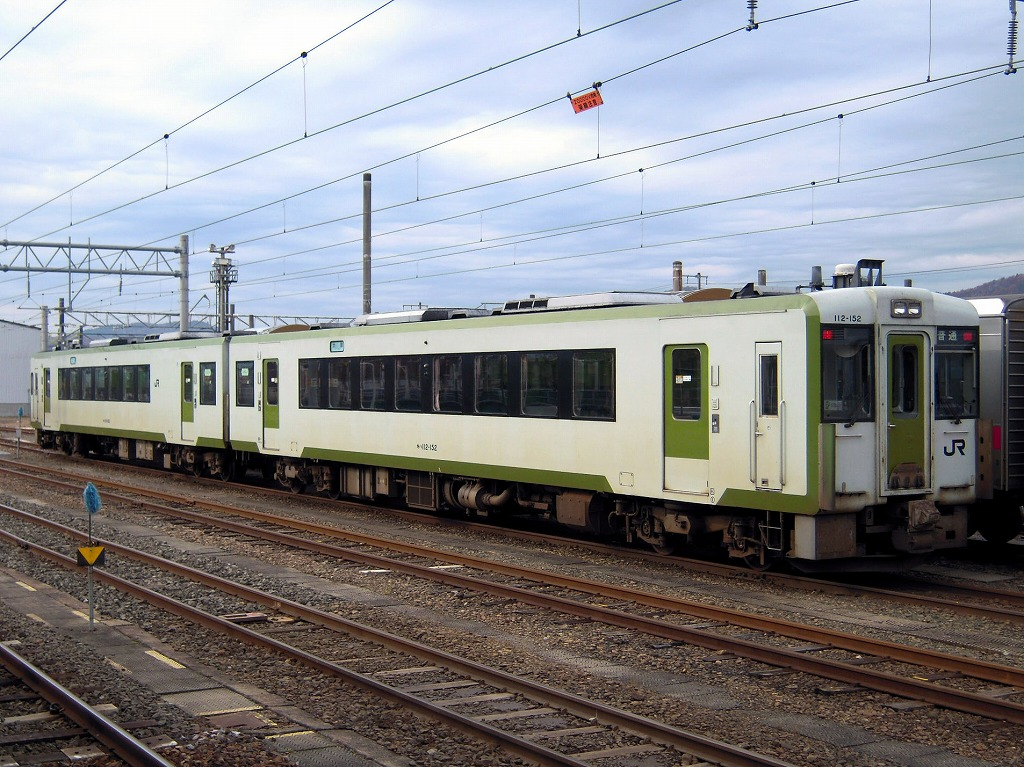
キハ112形150番台
（2010年11月22日 大館駅）

1994年（平成6年）にキハ111・112形2両編成×2本が製造された。キハ110形は存在しない。水郡線営業所に投入された。
水郡線向け100番台の増備車という位置づけであるが、すでに製造が200番台へ移行した後であるため、後述の200番台中期車と同等の仕様（運転台強化に伴う車体延長や、乗降扉の引き戸化）とした一方、床面高さを100番台と同一 (1,036 mm) としている。
水郡線からの撤退後は盛岡車両センターに転属し、その後151は小牛田運輸区へ再転属。その後再び盛岡車両センター一ノ関派出に転属している。

### 200番台
1993年（平成5年）2月から製造が開始されたマイナーチェンジ車であり、100番台と同様普通列車用となっている。キハ110形45両、キハ111・112形2両編成×21本の計87両が導入された。そのうち、キハ110形14両（223 - 236）とキハ111・112形2両編成×3本（210 - 212）の計20両は、後述の300番台からの改造編入車である。新津運輸区、高崎運転所（→高崎車両センター高崎支所→ぐんま車両センター）を皮切りに、長野総合車両所（→長野総合車両センター）、小牛田運輸区に投入された。なお、以下に示す投入区分は本項における便宜上のものである。

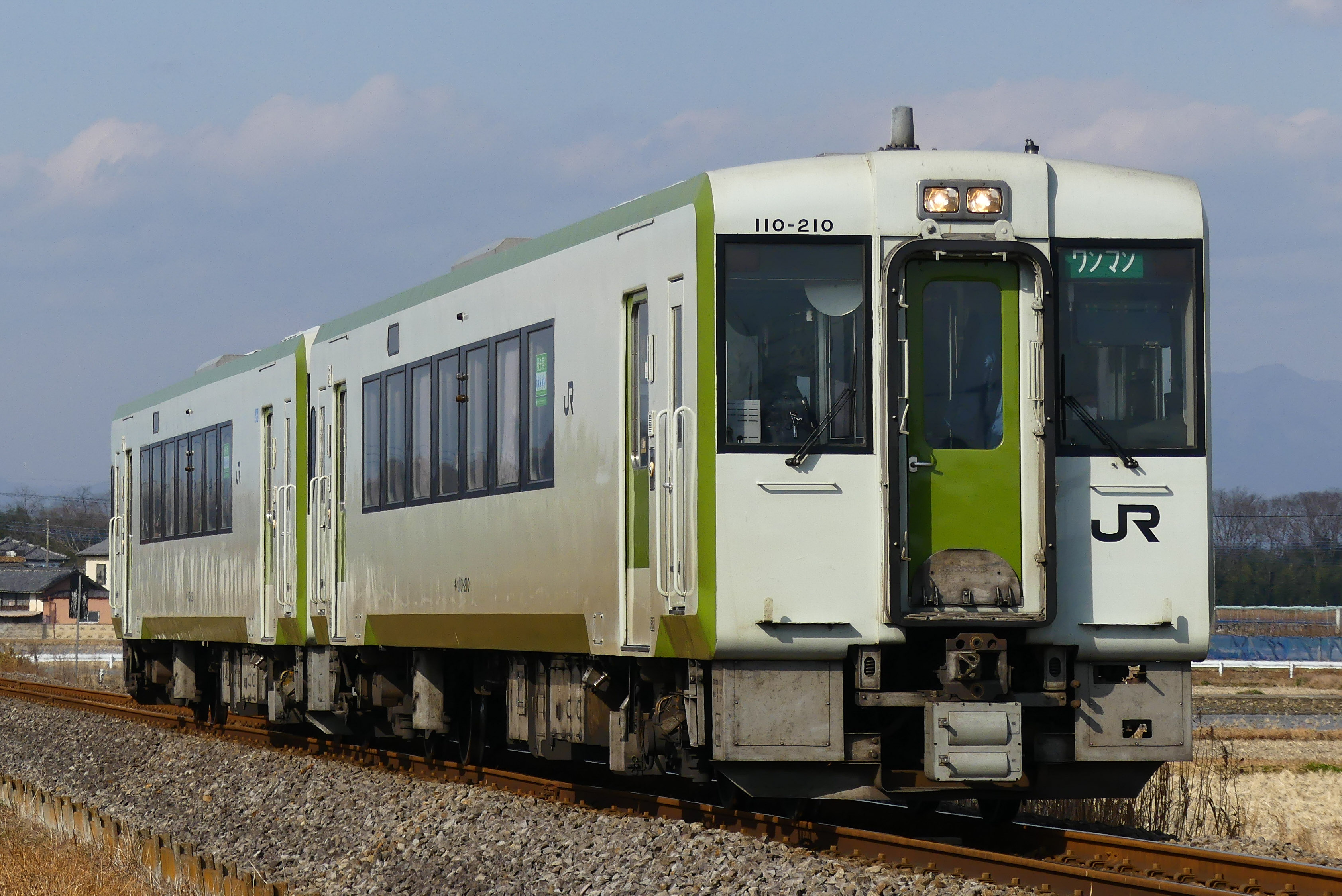
キハ110-210 （2019年1月16日 群馬藤岡駅 - 丹荘駅間）
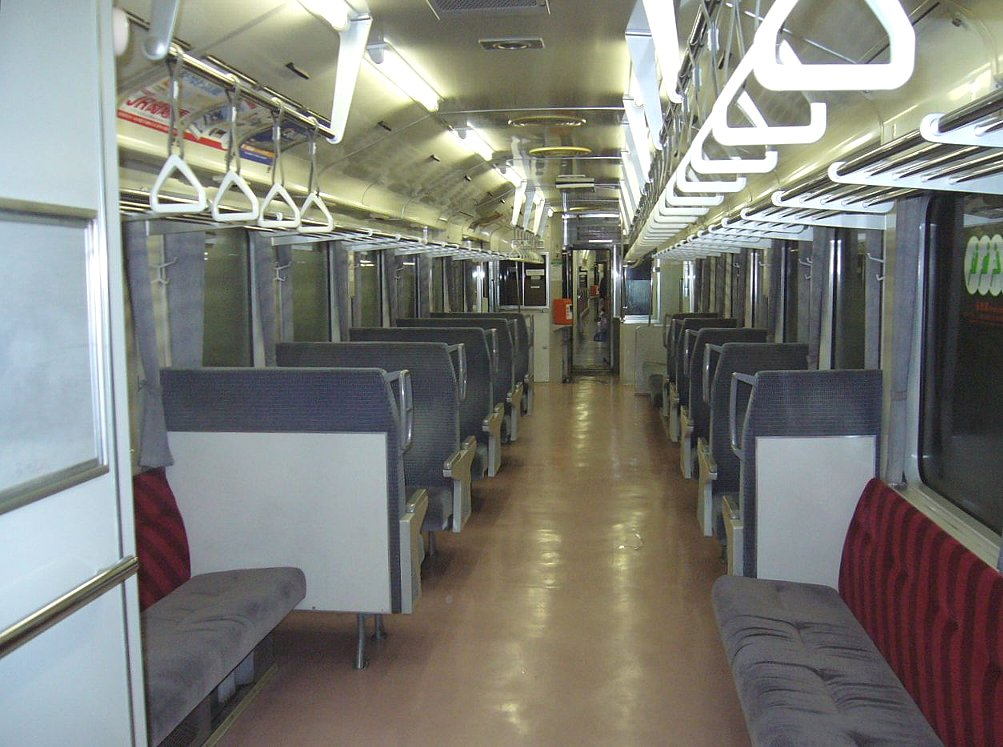
キハ110-209車内（八高線）

#### 初期車
1992年度（1993年2月）に製造されたグループで、キハ110形のみ10両 (201 - 210) が制作された。同100番台と比較し、車体はドアが引き戸式とされたため、側扉出入口の高さを従来の1,036 mmから970 mmに変更している。この側扉開閉機構の変更の関係で便所ユニットの位置、座席配置が100番台から変更されており、定員は118名となっている。

#### 中期車
1993年（平成5年）と1996年（平成8年）に製造されたキハ110形12両（211 - 222）とキハ111・112形2両編成×9本18両（201 - 209）が該当。本グループから同年度に製造開始したキハ101形などと同様のマイナーチェンジが行われた。外観上では踏切事故対策として運転台部鋼体が250 mm延長・強化し、乗務員室と側扉の間が広くなった。室内はキハ110形およびキハ111形で室内3位側のロングシートを車いすスペースに変更した。このため定員はキハ110形121名・キハ111形131名・キハ112形136名となった。

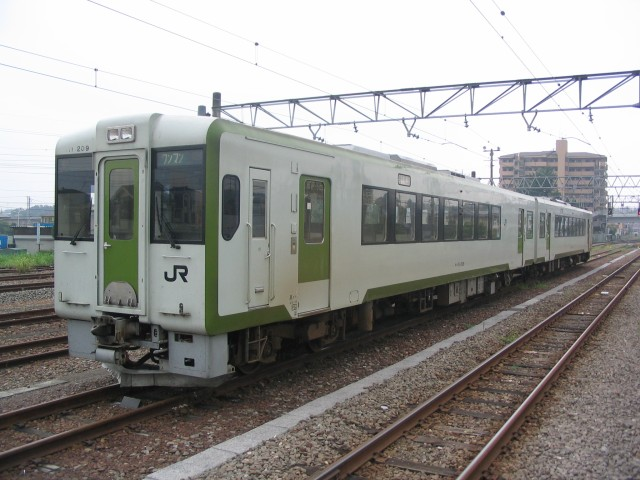
キハ111-209 キハ111＋112形200番台 （2005年8月12日 高麗川駅）
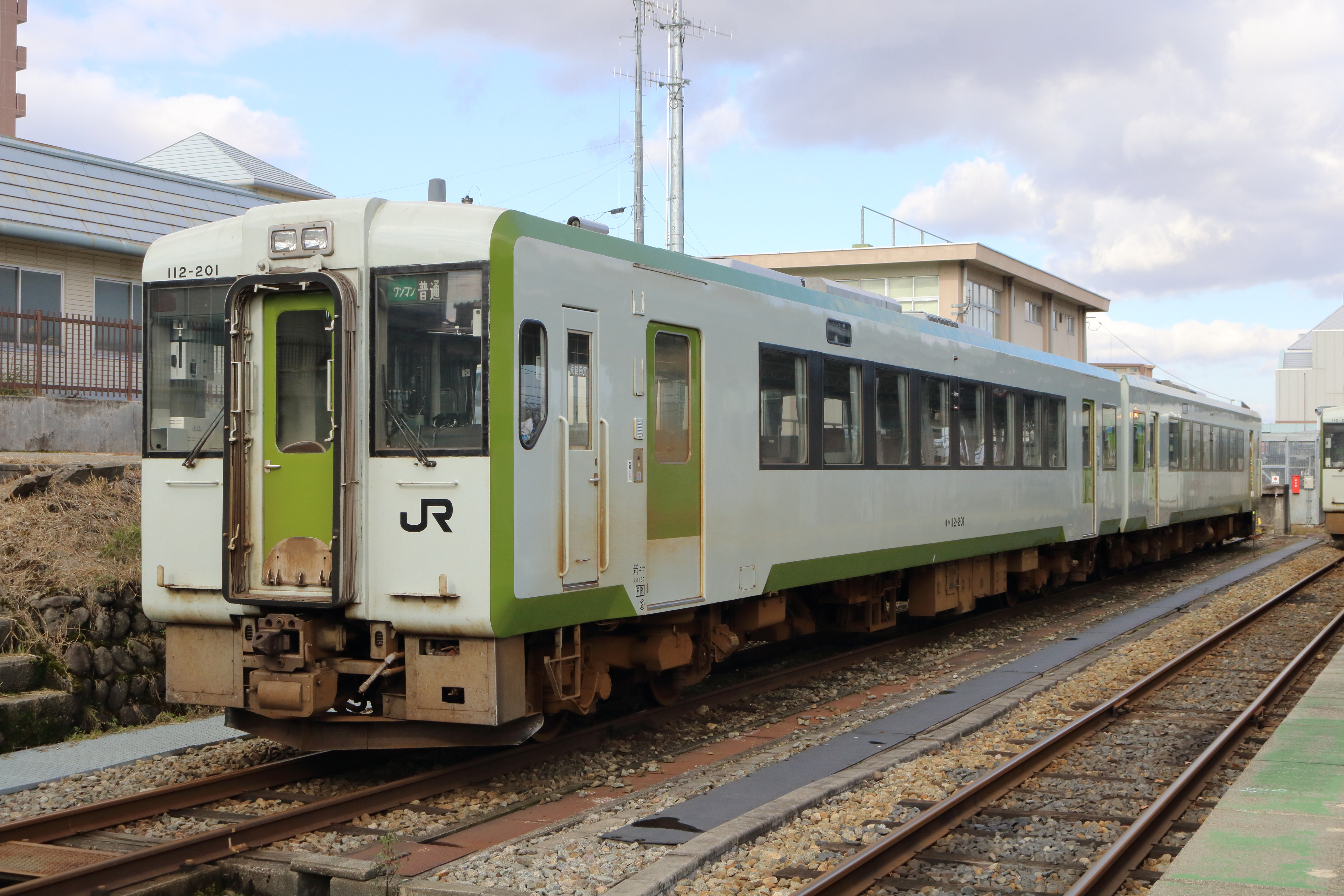
米坂線キハ112-201（2020年11月14日 米沢駅）

#### 300番台改造編入車
1995年（平成7年）に特急仕様車として登場した300番台（後述）を使用終了後に改造の上編入したグループである。キハ110形14両（223 - 236）およびキハ111+112形2両編成3本6両（210 - 212）が1997年（平成9年）に改造された。
改造工事は改造前に新津運輸区に転属していたキハ110-223, 224（←301, 302）のみ郡山工場、そのほかの長野総合車両所（→長野総合車両センター）所属車は同所で行われ、それぞれ新潟地区、飯山線に投入されている。
他の200番台とは以下の相違点がある。
- 天井の蛍光灯に設けられていたカバーは存置。
- デッキは撤去し、他の一般車と同様の仕切りを設置。ただし、便所部分の壁面処理等に名残がみられる。
- 窓枠に物を置く面台はロングシート部化された箇所を含め存置。
- 車いすスペースとなった部分の荷棚は、郡山改造車はすべて存置。長野改造車は窓枠1つ分のみ撤去。
- 種車の仕様からキハ111形のトイレは車端部に洋式のものを設置（キハ110形は従来どおりの和式）。

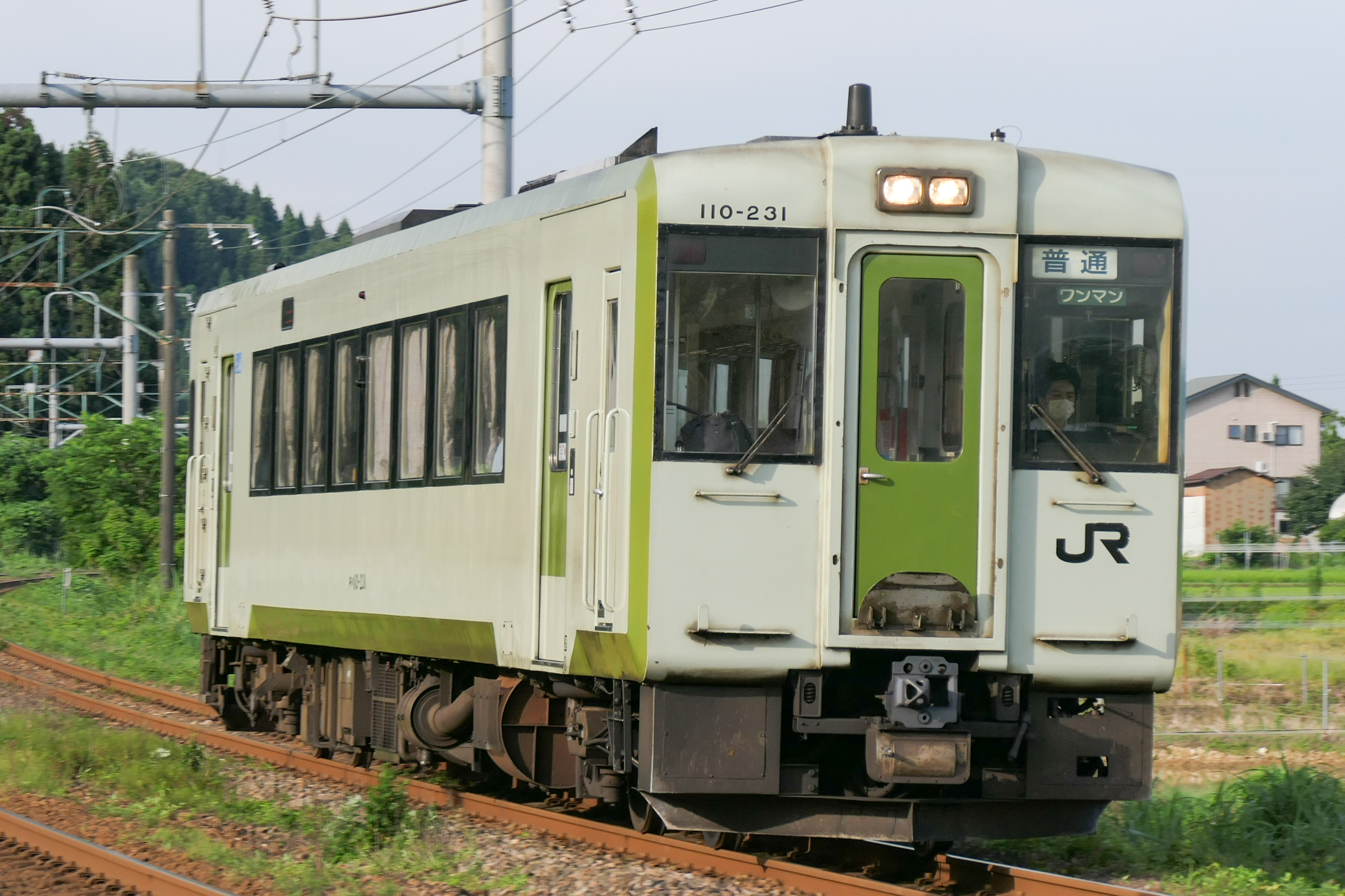
キハ110-231 （2022年7月9日 小千谷駅 - 越後滝谷駅間）
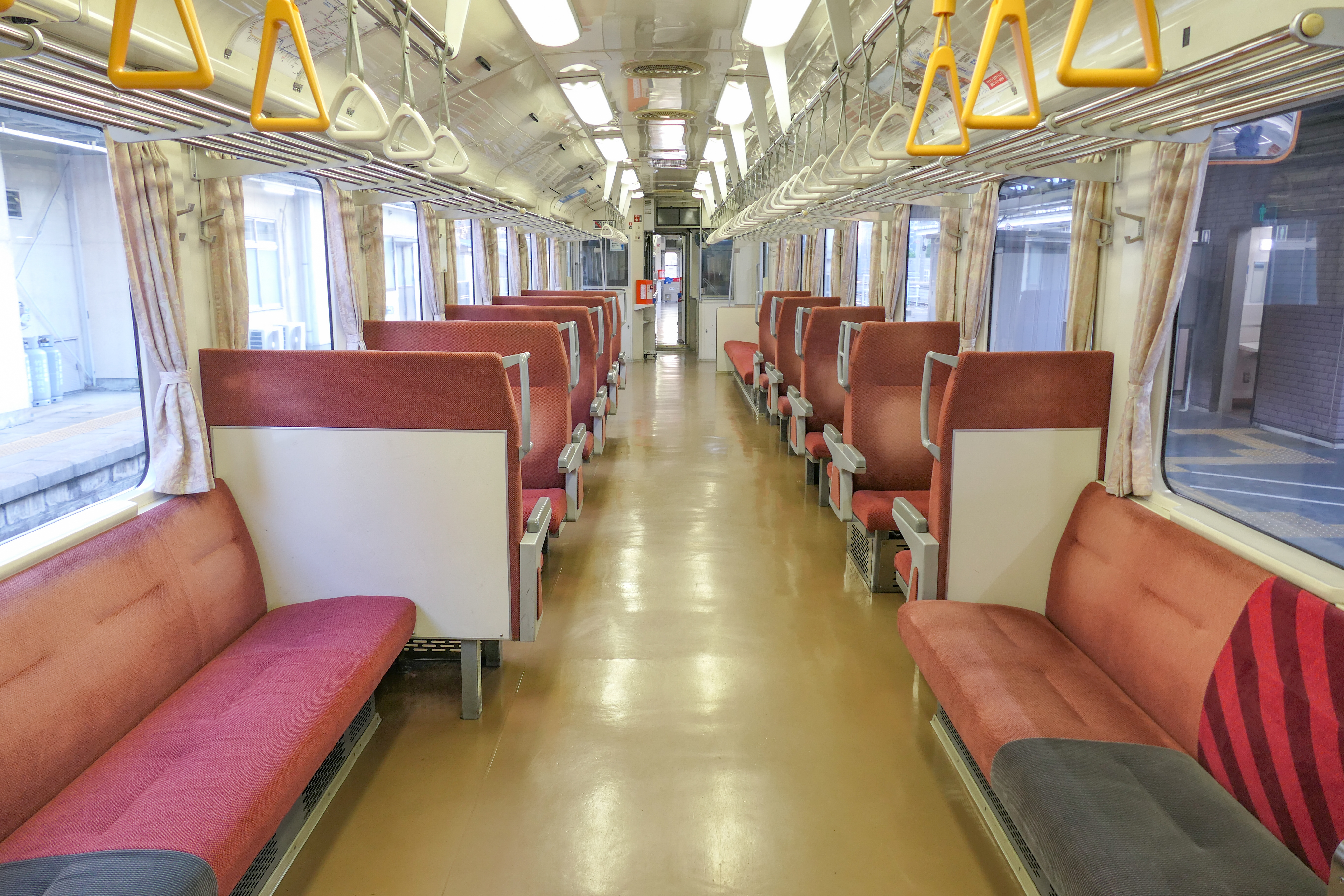
キハ110-228 車内

##### 飯山線眺望車ふるさと→おいこっと
キハ110-235, 236（←313, 314）は、編入改造時に飯山線向け「眺望車"ふるさと"」として座席の全てが1-3位側窓を向くオールロングシートとされ、1-3位側のカーテンは越後鹿渡駅以西で並行する千曲川（信濃川）を眺められるよう、ロールブラインドに変更された。定員は120名。
その後、236は比較的早期に他の300番台編入車と同様の仕様となり、235も先に2-4位側に5組の4人掛けボックスシート（通常は4組）を設置したのち、1-3位側を他車と同様の仕様としたが、両車ともカーテンの違いは存置された。
その後、2015年（平成27年）の北陸新幹線長野駅 - 金沢駅間延伸にあわせ、飯山線の観光列車「おいこっと」として、2両とも長野総合車両センターで再改造が行われている。駆動機関や台車などの変更、改番は行われていない。
外装はアイボリーとえんじを基調に五線譜をイメージした格子様の塗装がなされ、沿線出身の高野辰之が作詞した唱歌「故郷」をイメージするアイコンがつけられている。ただし、前頭部のみ、235と236で色が反転している。
内装は「田舎のおばあちゃんち」を意識した古民家風とし、ロングシート部がソファタイプになり、ボックス部には着脱式のテーブルの設置が可能となっている。カーテンはすべて障子風の柄のブラインドへ変更されている。また、トイレが和式から車いす対応の洋式へ変更されている。なお、観光列車だけでなく、運転日以外には定期列車にも投入されるため、つり革や優先席は存置された。
2014年（平成26年）12月23日に先行して落成したキハ110-235が飯山駅で展示され、2015年（平成27年）1月2日から定期列車の運用に投入された。236の再改造が終了した2015年（平成27年）4月4日より臨時快速「おいこっと」として運用が開始された。「おいこっと」のほか、定期列車として飯山線全線、しなの鉄道北しなの線（長野駅 - 豊野駅間）、上越線（越後川口駅 - 宮内駅間）、信越本線（宮内駅 - 長岡駅間）で運用される。

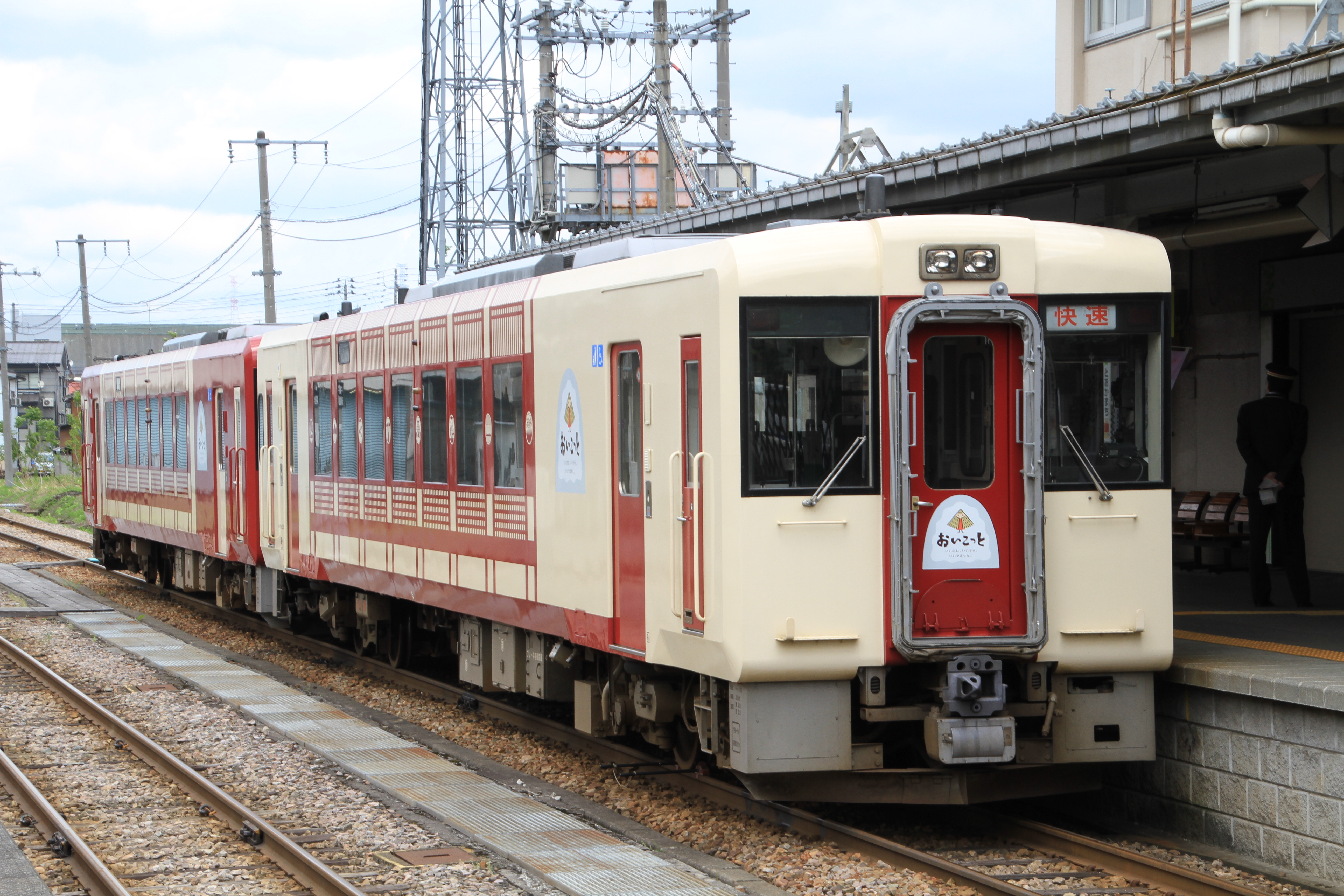
キハ110-235（手前）+236「おいこっと」 （2015年5月 十日町駅）
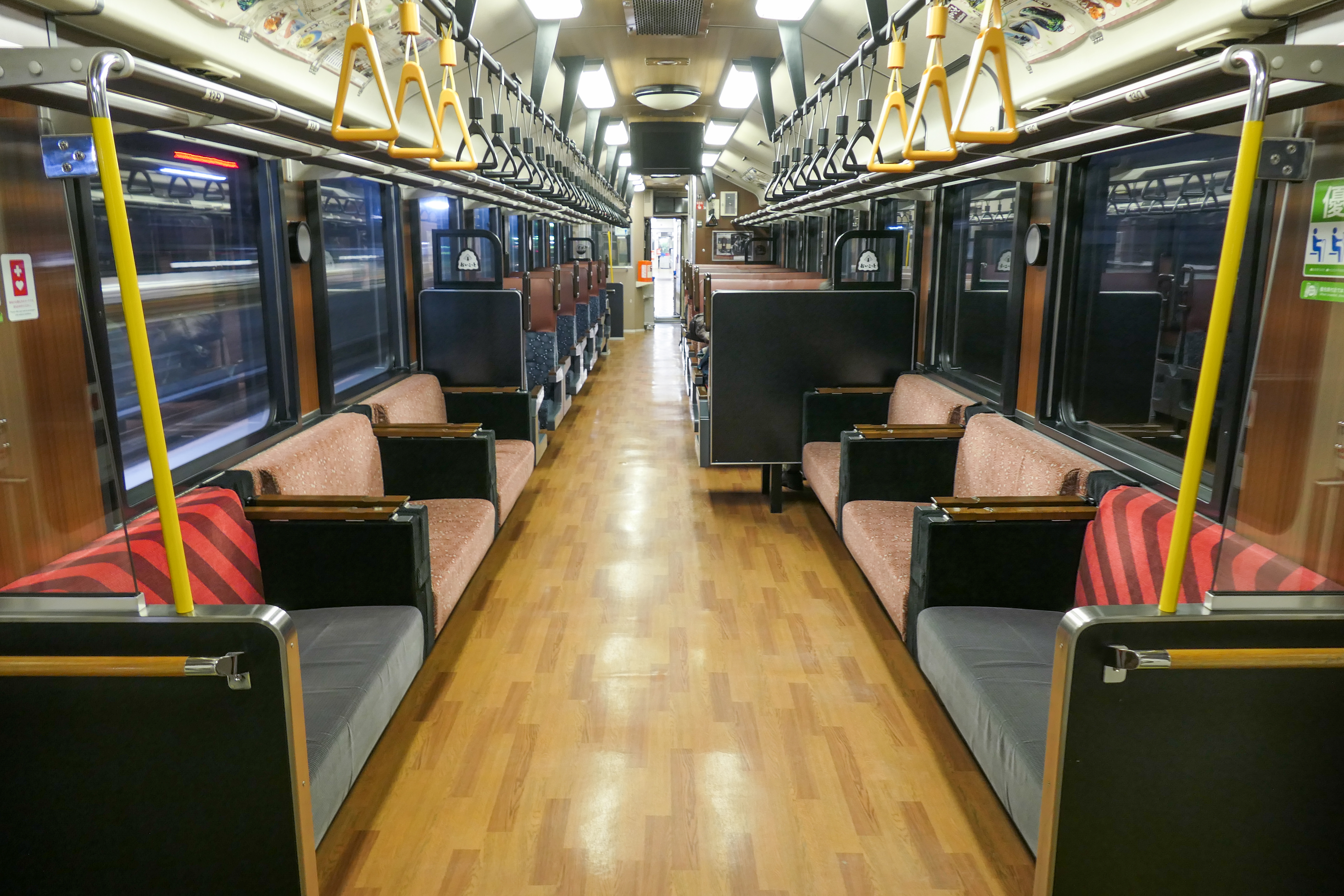
「おいこっと」車内

#### 陸羽東線・陸羽西線向け車両
1999年（平成11年）12月の山形新幹線新庄延伸に合わせ、1998年から陸羽西線（キハ110-237 - 245）と陸羽東線に投入された車両（キハ111・112-213 - 221）はキハ110系の最終増備車となり、設計変更がなされている。いずれも小牛田運輸区に配置された。現在では明確な線区の区分は消滅し、どちらも両線および石巻線・気仙沼線鉄道区間で運用される。
外観は専用塗装とし、「雪景色」の白をベースに「豊かな自然」の緑を用いている。窓下にはアクセントカラーとして、陸羽西線向けのキハ110形は「最上川のもたらす豊かな恵み」の黄色、陸羽東線向けのキハ111・112形は「鳴子渓谷の紅葉をイメージした」赤色を配している。先頭車前面左下に両線の愛称（奥の細道最上川ライン・奥の細道湯けむりライン）にちなみ「奥の細道」のロゴが表記されている。なお、塗装については1998年度（平成10年）導入分のキハ110-237 - 239およびキハ111・112-213 - 217については従来のもので登場したのち、1999年度（平成11年）増備車に合わせ変更されている。
客室については基本的に従来どおりであるが、熱線吸収ガラスを採用してカーテンを省略し、客用扉の車内側の化粧板が廃止されステンレス無地に変更された。キハ110-243 - 245の3両については「眺望車」とされ、1-3位側に設置したクロスシートが窓側に45°回転あるいは通路側に180°回転可能な1人掛けとなっている。そのためこの3両は定員が112名に減少している。便所はいずれも車いす対応の洋式となり、キハ111形は300番台編入車同様、車端部に移設されている。また、側面の行先表示器はキハ111形については省略、キハ112形は車端部に移設されている。
機器面でも、ワンマン機器がバス用の改良品から鉄道車両用のものとなり、自動放送装置もROM方式からICカード方式としている。台車は軸ばねをロールゴムから円すいゴムへ変更した、DT58B形・TR242A形に変更されている。

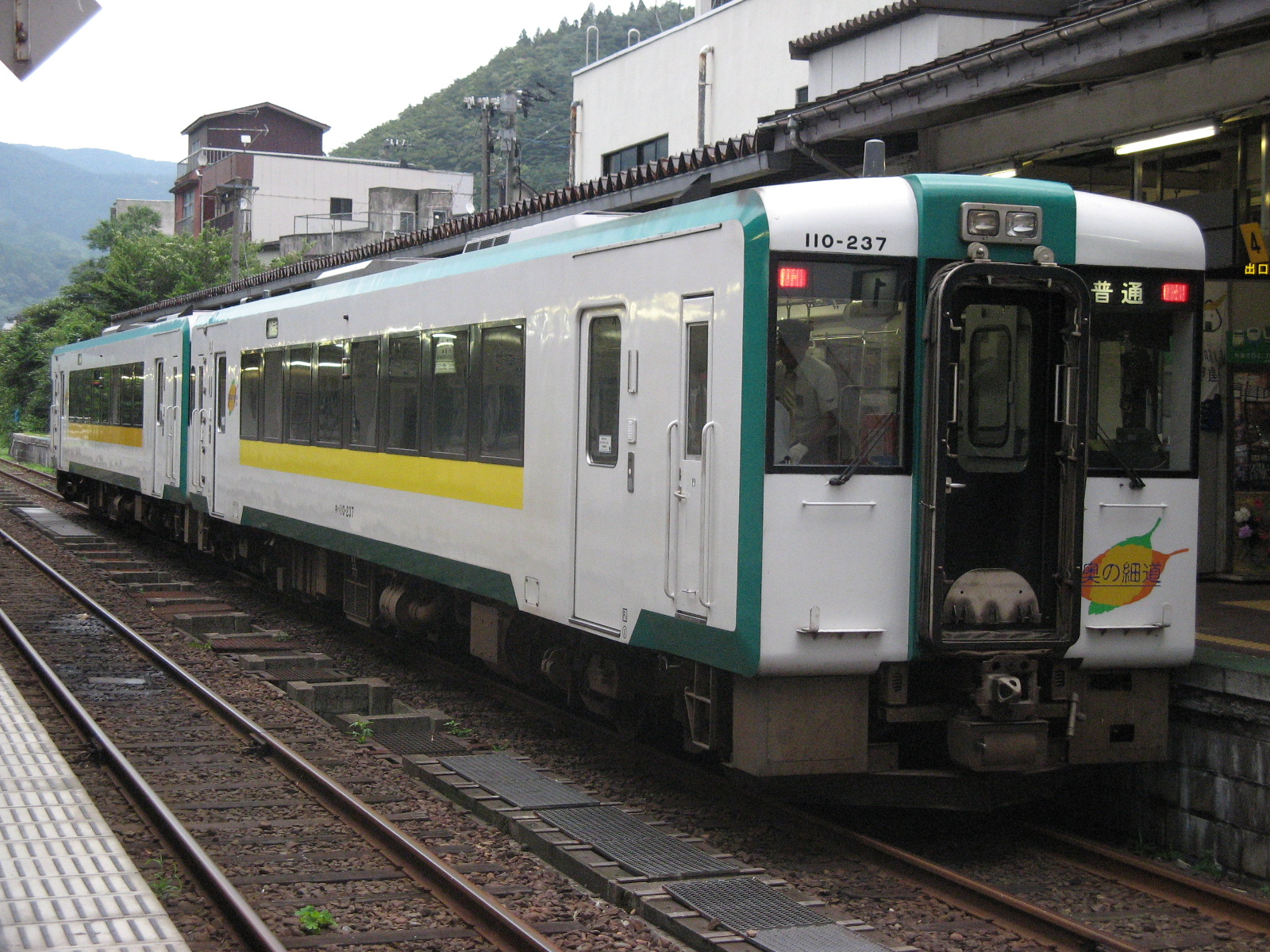
キハ110-237（陸羽東線・陸羽西線向け） （2007年8月16日 鳴子温泉駅）
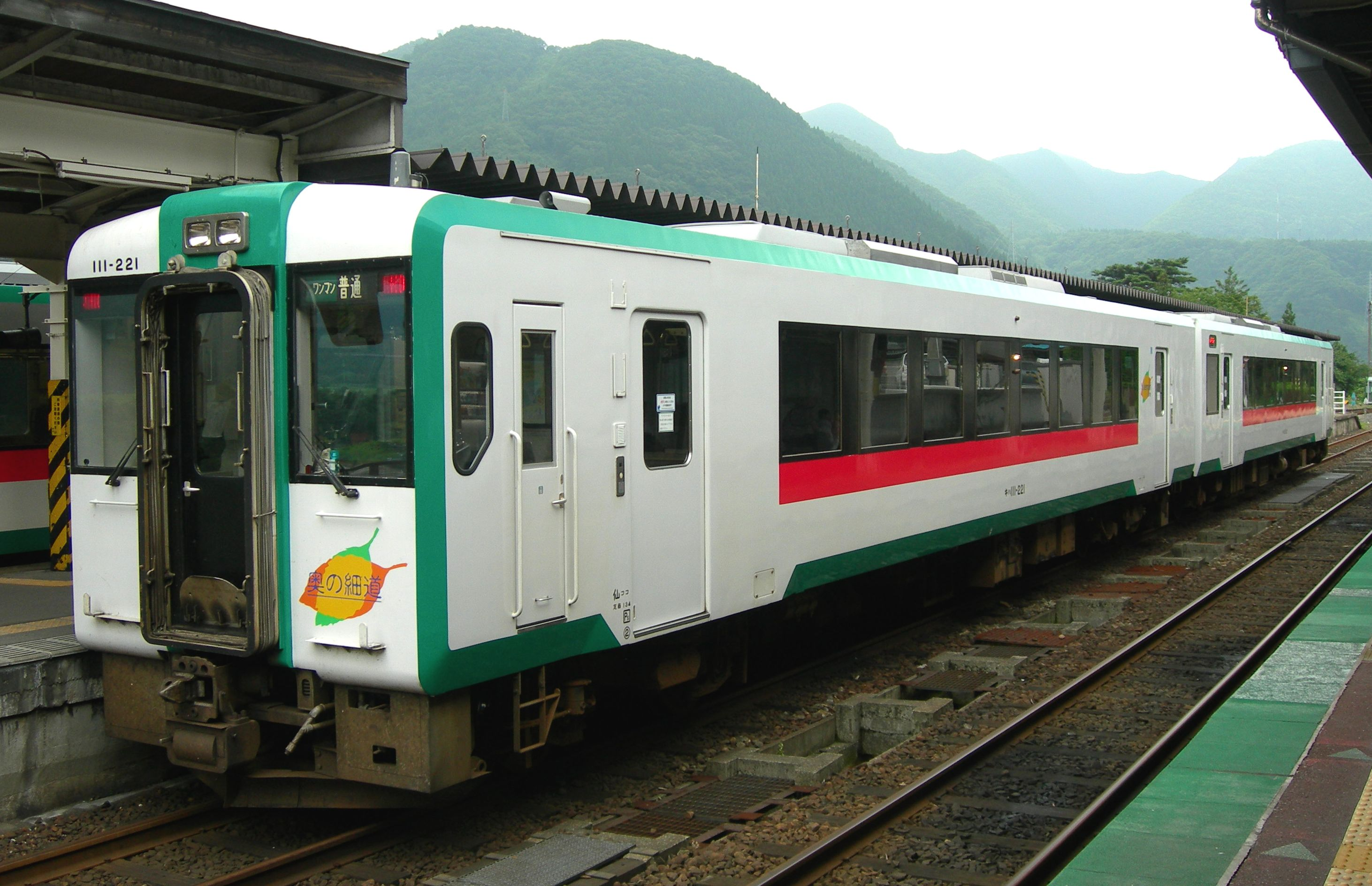
キハ111・112-221（陸羽東線・陸羽西線向け） （2009年7月25日 鳴子温泉駅）
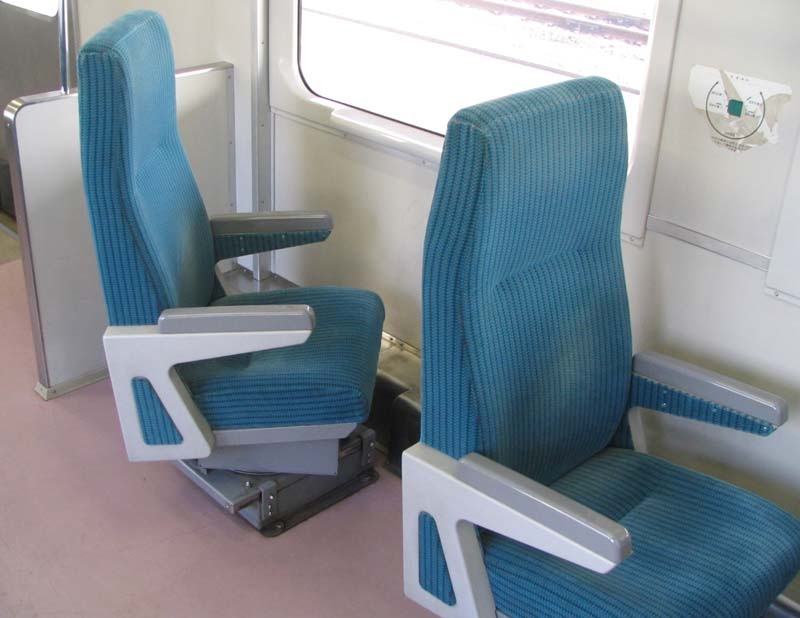
キハ110形200番台（陸羽西線向け・眺望車）の回転式クロスシート （2007年2月24日 酒田駅）

#### 特別塗装車
2014年（平成26年）10月、八高線全線開通80周年記念事業の一環として、高崎車両センター所属のキハ111・112-204が八高線をかつて走ったキハ38形の塗色に変更された。これらは2018年の車両検査時に元の塗装に戻された。
2017年（平成29年）3月には、信州デスティネーションキャンペーンの一環として、キハ110-231, 233（元309, 311）が旧飯山線標準色に変更された。
2022年（令和4年）11月からは、只見線全線復旧を記念してキハ110-223がかつて同線を走っていたキハ40系の塗色である東北地域本社色に変更された。

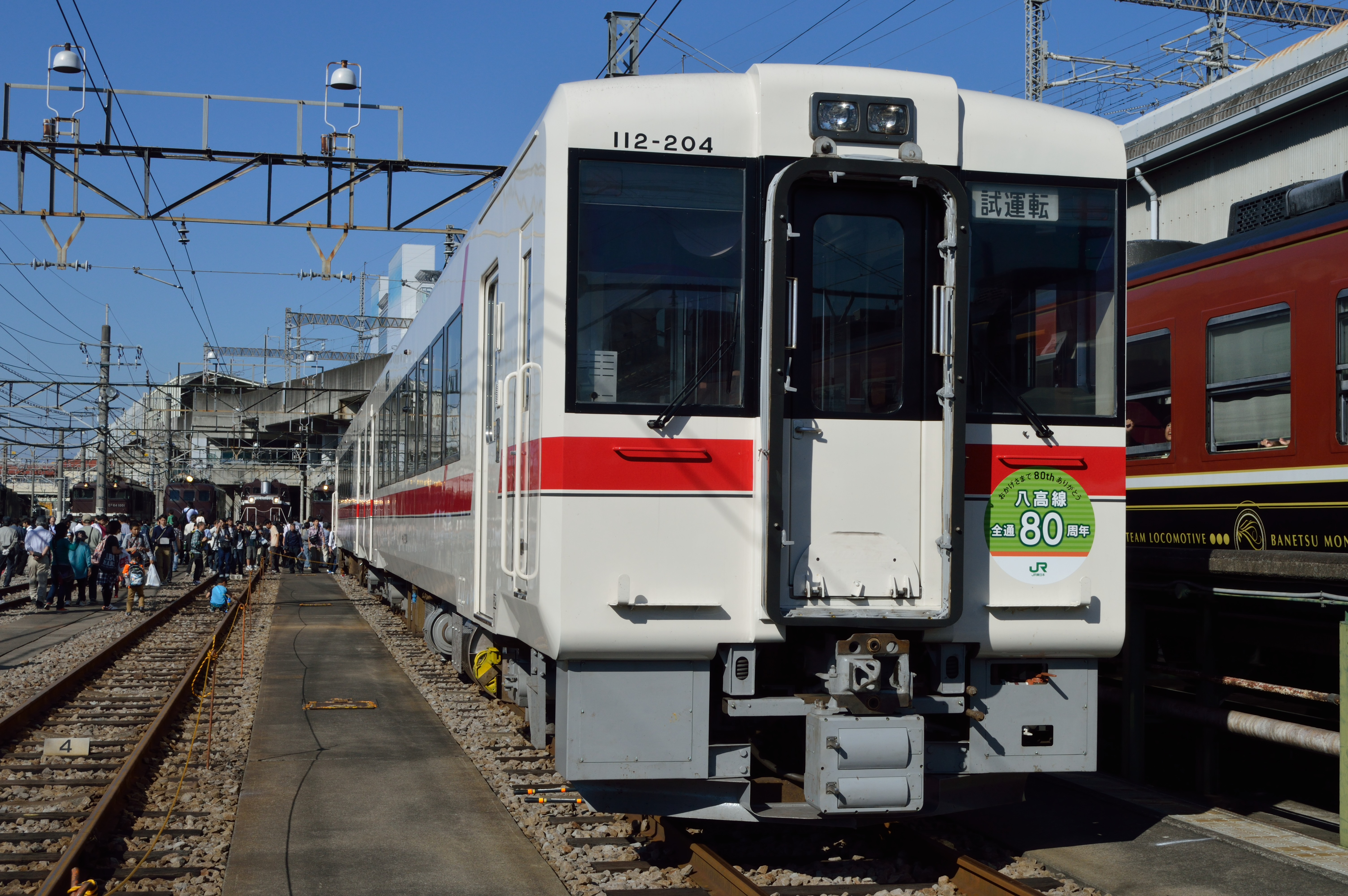
キハ38風塗装に変更されたキハ111・112-204
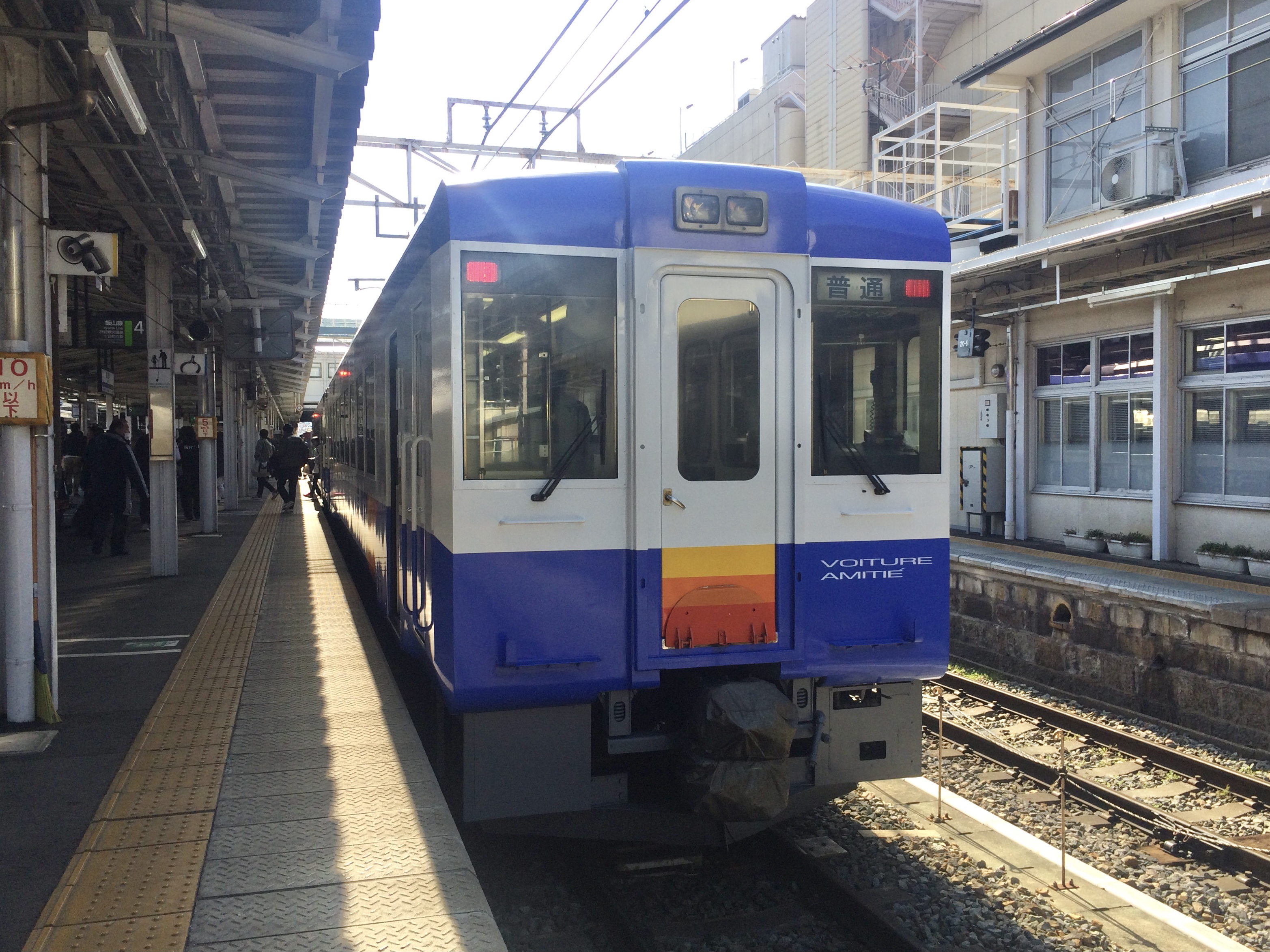
旧飯山線色に変更されたキハ110

### 300番台

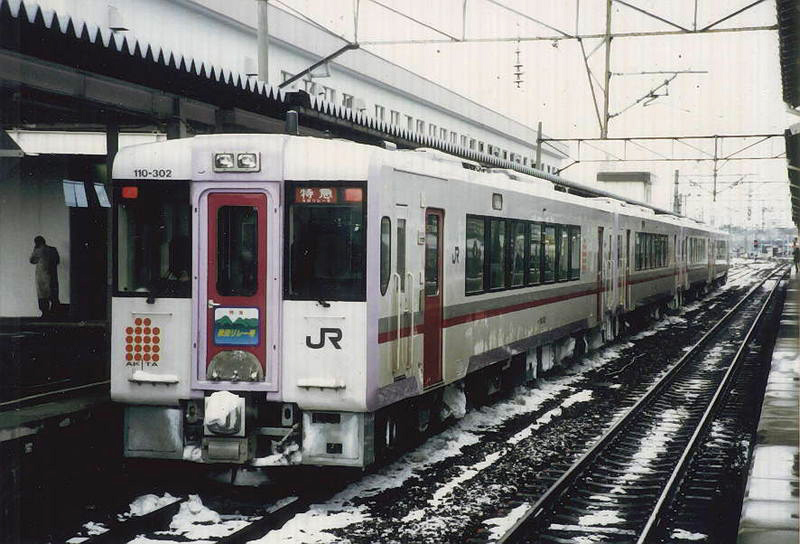
特急「秋田リレー」として運転されるキハ110形300番台
（1997年2月 北上駅）

秋田新幹線開業に向けた田沢湖線の全面運休・改軌に伴い特急「たざわ」（盛岡 - 秋田間ほか）の代替として、北上線を経由して1996年（平成8年）3月30日から翌1997年（平成9年）3月21日まで運行された特急「秋田リレー」（北上駅 - 秋田駅間）に充当するために、当時増備中の200番台の仕様を基本として、秋田新幹線開業後の転用を前提に内装等を暫定的な特急運用に対応させたグループである。1995年（平成7年）度にキハ110形14両（301 - 314）、キハ111・112形2両編成×3本6両（301 - 303）の計20両が製造され、南秋田運転所に配属された。
外観はホワイト系の地色にタークピンクと灰色、ライトパープルで塗装され、前面と側面に先頭車の前面に竿灯をデザインしたイラストと「AKITA」の文字が施されていた。
車内は当時増備が進んでいたE217系電車のグリーン車と同じ、回転リクライニングシート（950 mmピッチ）を採用したが、喫煙車両として運用することがあるため、キハ111形を除き灰皿をひじ掛けに追加している。デッキ部には自動扉つきの仕切りを設け、客室後位側には各車とも荷物置き場を設置した。キハ112形は加えて後位側車端部にも座席を1列設置しているが、ここについてはデッキとの仕切り扉を設置せず大形のガラス製仕切りのみとした。キハ111形とキハ112形をつなぐ後位の貫通引き戸はドアクローザーを設置した。室内灯についても蛍光管を2本としてカバーで覆っている。
便所はキハ111形は車端部に設置位置を変更し、洋式化されているが、キハ110形は引き続き和式となっている。また、特急用ながら洗面所がなかった。
運転台についてはワンマン関連機器を準備工事にとどめている。
秋田新幹線開業を2日後に控えた1997年（平成9年）3月20日にキハ110-301, 302が新津運輸区に転属したことを皮切りに、順次他区所への転属が進められ、先述の2両が新津、残りが長野総合車両所（現：長野総合車両センター）に転属した。転属後は長野新幹線開業前に「信州循環列車」や、仙台で開催された「国際ゆめ交流博覧会」への連絡列車「ゆめ交流博号」などで運用された後、200番台（キハ110-223 - 236、キハ111・112-210 - 212）に編入改造され（#300番台改造編入車）て番台が消滅し、改造時に取り外したリクライニングシートはE217系のグリーン車に流用された。

### 700番台

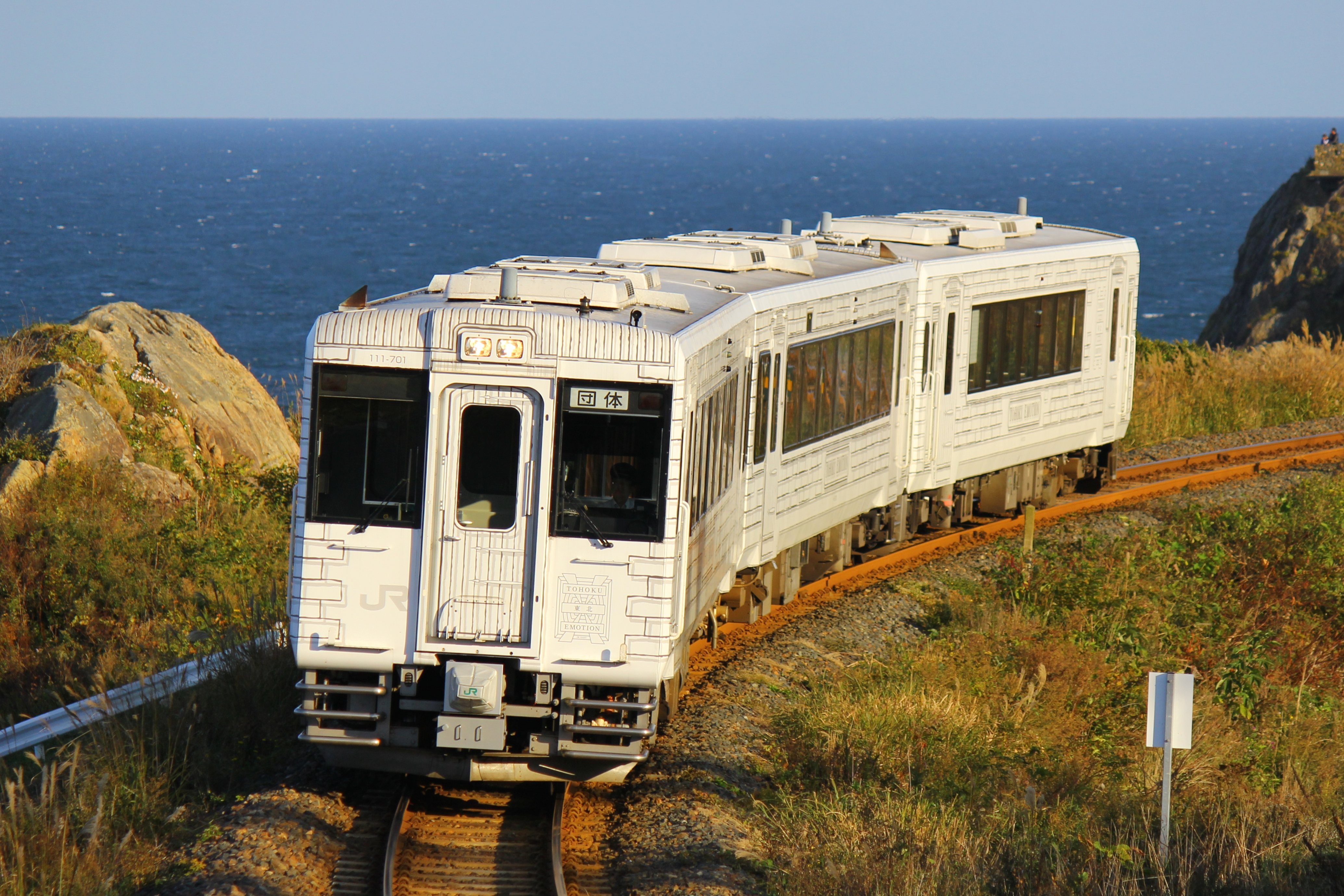
キハ110形700番台 TOHOKU EMOTION
（2014年10月12日 陸奥白浜駅 - 鮫駅間）

八戸線で運転されるジョイフルトレイン「TOHOKU EMOTION」専用車として、0番台と100番台から2013年（平成25年）9月26日に郡山総合車両センターで改造された。番号の新旧対照は次のとおり。
- キハ111-2→キハ111-701
- キハ112-2→キクシ112-701[注 18]
- キハ110-105→キハ110-701

### 710番台
小海線を中心に運転される観光列車「HIGH RAIL 1375」用として、2016年（平成28年）11月26日付で小牛田運輸区所属のキハ110-108が小海線営業所へ転属し、前述のキハ100-29（→キハ103-711）とともに改造され、2017年（平成29年）7月1日から運行を開始した。改造と同時に連結部の運転台が使用停止となったため、形式をキハ112形に変更し、キハ112-711となっている。
本車は1号車となり、室内は窓側を向いたシングルシート、ペアシートを中心とし、片側の扉を埋め込んでボックスシート（4人掛け×2）を設けるほか、トイレを撤去し物販カウンターも設けられる。

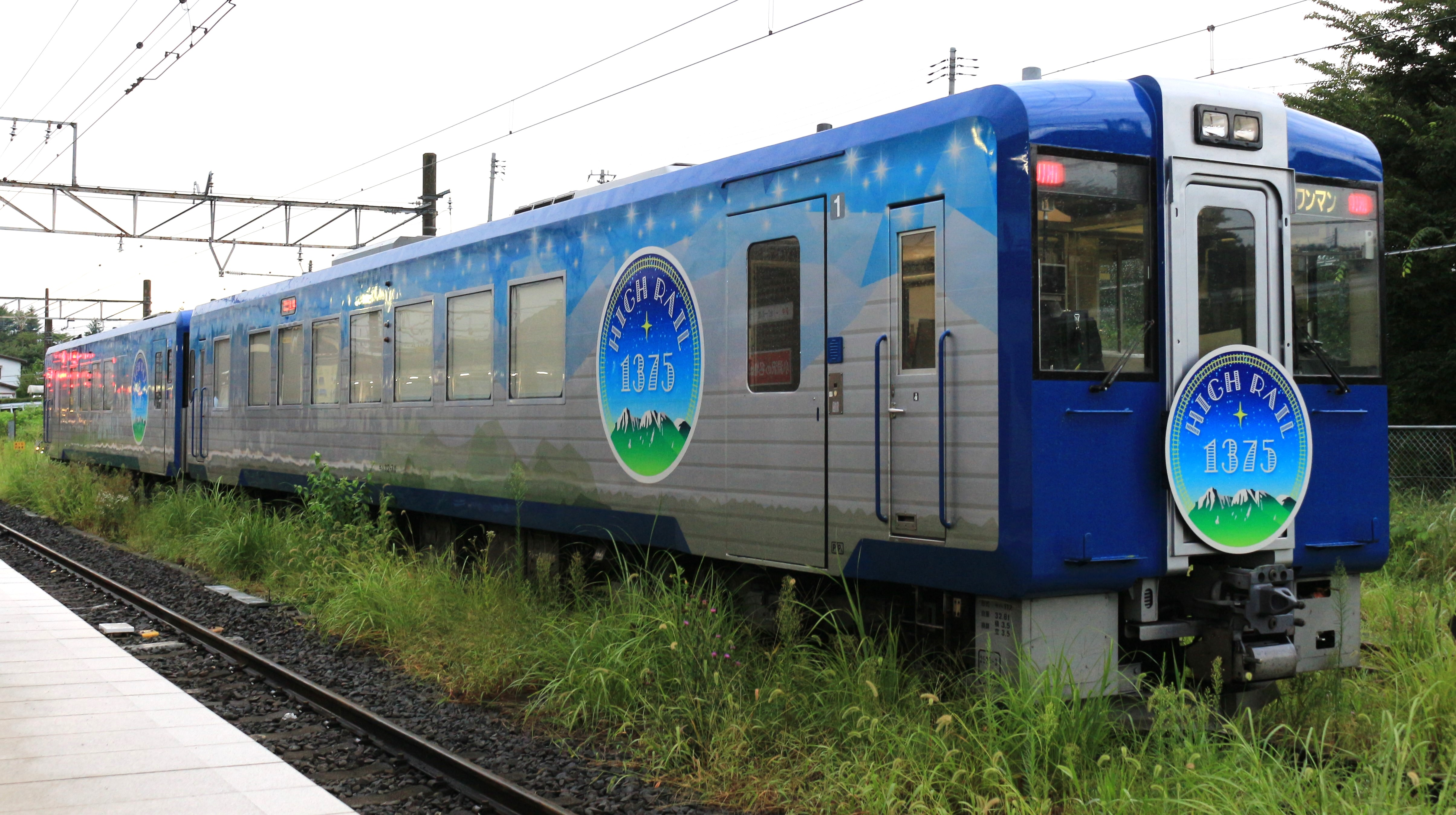
キハ112-711 （2024年8月31日 小淵沢駅）

## 配置と運用
2025年（令和7年）現在、以下の車両基地に所属し、運用される。運用については各車両基地の項目も参照。

### 東北本部
盛岡車両センター
- キハ100系0番台
  - 釜石線（全線）・東北本線（花巻駅 - 盛岡駅間）で運用される。
    - かつては間合い運用でいわて銀河鉄道線（盛岡駅 - 好摩駅間）のほか、三陸鉄道の北リアス線・南リアス線でも運用された。
    - 東日本大震災以前は山田線（宮古駅 - 釜石駅間）でも運用された。
    - 2017年（平成29年）2月より、キハ100-10に動物との接触時に床下への巻き込みを防ぐための排障器が試験的に導入されている。
- キハ110系0番台
  - 東北本線・釜石線の快速「はまゆり」および普通列車として盛岡駅 - 花巻駅 - 釜石駅間で運用されるほか、間合いで釜石線や東北本線の普通列車でも運用される。うち、「はまゆり」の指定席は本番台が限定使用される。
    - 東日本大震災以前は山田線（宮古駅 - 釜石駅間）でも運用された。
- キハ110系100番台・150番台
  - 0番台と併結して東北本線・釜石線の快速「はまゆり」（自由席）で運用される。単独では山田線（全線）・いわて銀河鉄道線・花輪線（盛岡駅 - 好摩駅 - 大館駅）間でも運用されている。
    - かつては被災前の山田線（宮古駅 - 釜石駅間）・岩泉線・奥羽本線（鷹ノ巣駅 - 弘前駅間）でも運用されていた。

盛岡車両センター一ノ関派出所
- キハ100系0番台
  - 北上線・東北本線（一ノ関駅 - 北上駅間）で運用される。以前は大船渡線でも運用されていた。
    - キハ100-46については、キハ101形が増備中の1996年（平成8年）の一時期、左沢線において予備車として運用されており、キハ101形との併結運転も行われている[92]。
    - かつては間合い運用で奥羽本線湯沢駅 - 横手駅間にも入線していた。
    - 「POKÉMON with YOU トレイン」については当該項目参照。
- キハ110系100番台
  - 大船渡線で2025年（令和7年）から運用開始。3月15日から臨時列車以外は全車置き換え。[要出典]。

盛岡車両センター八戸派出所
- キハ100系0・200番台
  - 大湊線全線で運用されるほか、快速「しもきた」として青い森鉄道線（八戸駅 - 野辺地駅間）でも運用される。
- キハ110系700番台（「TOHOKU EMOTION」）
  - 八戸線全線で団体専用列車として運用される。当該項目も参照。

仙台車両センター小牛田派出所
- キハ110系0番台
  - 臨時快速「快速湯けむり号」として東北本線・陸羽東線（仙台駅 - 小牛田駅 - 新庄駅間）で運用されるほか、それ以外にも東北本部管内の臨時列車で使用されている。
  - 2025年（令和7年）7月4日以降、特急「イブニングウェイ」号として東北本線（小牛田駅 - 石越駅間）でも運用されるようになった[JR東 14][93]。
- キハ110系100番台
  - 石巻線・気仙沼線（いずれも全線）で運用される。
    - 東日本大震災による被災以前は0番台を併結し、快速「南三陸」として仙台駅 - 小牛田駅 - 気仙沼駅間で運用された。
- キハ110系200番台
  - 石巻線・陸羽東線・陸羽西線の各全線および、羽越本線（余目駅 - 酒田駅間）で運用される。
    - このほか、2011年（平成23年）から2015年（平成27年）まで東日本大震災の影響により仙石線矢本駅 - 石巻駅間（2012年〈平成24年〉からは陸前小野駅からに延長）でも運用された。

郡山総合車両センター
- キハ110系100番台
  - 磐越東線全線で運用される。2017年（平成29年）10月14日から2020年（令和2年）3月13日までは黒磯駅の電力設備改良に伴い、東北本線の黒磯駅 - 新白河駅間でも運用されていた[JR東 15]。

### 新幹線統括本部
山形新幹線車両センター
- キハ101形
  - 左沢線全線および直通する奥羽本線の山形駅 - 北山形駅間で運用される。
  - 山形新幹線車両センター内は全て標準軌のため、狭軌の本車は入線できない。そのため、導入以来寒河江駅構内の左沢線営業所を拠点として運用されている。検査入場時は、ED75形と連結して仙山線・東北本線を走行し、郡山総合車両センターへ入出場する。

### 新潟支社
新潟車両センター新津派出所
- キハ110系100番台・200番台（元300番台含む）
  - 米坂線（全線）・磐越西線（会津若松駅 - 新津駅間）・信越本線（新津駅 - 新潟駅間）・羽越本線（新津駅 - 坂町駅間）[注 19]・白新線（全線）・只見線（全線）で運用される。
  - 只見線以外では2008年（平成20年）11月1日からキハE120形との共通運用となっていたが、2020年（令和2年）3月14日のダイヤ改正をもってキハE120形は全車が郡山総合車両センターに転出したため現在では単独運用となっている。
  - 只見線ではNTTドコモの衛星電話（ワイドスター）とGPS設置工事を施工した専用編成（100番台1両・200番台3両〈うち元300番台2両〉）に限定して運用される。

### 首都圏本部
長野総合車両センター
- キハ110系200番台（全車、元300番台）
  - 「おいこっと」を含め飯山線全線・上越線（越後川口駅 - 宮内駅間）・信越本線（宮内駅 - 長岡駅間）・しなの鉄道の北しなの線（長野駅 - 豊野駅間）で運用される。

小海線統括センター
- キハ110系100番台
  - 小海線全線で運用される。
- キハ103形710番台・キハ110形710番台（HIGH RAIL 1375）
  - 快速「HIGH RAIL」として小海線全線で運用される。当該項目も参照。

ぐんま車両センター
- キハ110系200番台
  - 八高線（高麗川駅 - 倉賀野駅間）・高崎線（倉賀野駅 - 高崎駅間）で運用される。

### 水郡線からの撤退と転用
水郡線では、キハ110系が2扉であることが混雑による列車遅延の要因となっていた。そのため、2006年（平成18年）から2007年（平成19年）度にかけて3扉の新型車両キハE130系を投入し、同線に在籍するキハ110系全車を他線へ転出させることとした。水郡線でのキハ110系の営業運転は2007年（平成19年）9月12日をもって終了となり、同年8月18日から運用終了までの間、先頭車の前面に「ありがとうキハ110系」の特製ヘッドマークが装着された。
2006年（平成18年）度
- キハE130系を24両投入、キハ110系24両を捻出。
  - 19両は盛岡車両センターに転配し、小海線での波動車見直し（キハE200形導入によるもの）で余剰となる2両と合わせて花輪線のキハ58系16両とキハ52形3両を置き換え（キハ52形の残り2両は予備車として2007年（平成19年）度末まで在籍）。
  - 5両は小牛田運輸区に転配し、キハ28形2両を廃車してキハ40系3両を只見線用として郡山総合車両センター会津若松派出所に転配。

2007年（平成19年）度
- キハE130系を15両投入し、キハ110系17両を捻出。
  - 14両は盛岡車両センターに転配し、山田線・岩泉線用のキハ58系4両とキハ52形12両を廃車し、ミャンマー国鉄へ譲渡。また、キハ110系0番台の4両を快速「南三陸」用（指定席車両充当分）として小牛田運輸区に転用。
  - 2両は小牛田運輸区に転配し、捻出されるキハ40系2両を只見線用として会津若松派出所に転配。
  - 残り1両は新津運輸区に転配。2008年（平成20年）11月1日から同区の200番台と共通運用で新潟支社管内で運用開始。2009年（平成21年）3月15日改正で米坂線の旧型車両の運用を全て置き換えた。

## 沿革
- 1990年（平成2年）3月10日：キハ100形量産先行車4両が北上線に、キハ110形量産先行車3両が釜石線急行「陸中」に投入され、営業運転開始。
- 1991年（平成3年）
  - 3月16日：キハ100形量産車を北上線に[新聞 1]、キハ110系0番台量産車を急行「陸中」に、100番台を磐越東線に投入[新聞 2]。
  - 7月7日：キハ100形を釜石線・山田線（宮古駅 - 釜石駅間）にキハ110系100番台を投入[新聞 3]。
  - 7月：キハ110系100番台を小海線に投入。
  - 10月：キハ100形を大船渡線に投入。
  - 11月：キハ110系100番台を磐越西線に投入。
- 1992年（平成4年）3月14日：キハ110系100番台水郡線に投入。
- 1993年（平成5年）
  - 3月18日：キハ110系200番台を磐越西線・羽越本線・八高線に投入。
  - 12月1日：キハ100形200番台を大湊線に、キハ101形を左沢線に、キハ110系200番台を磐越西線・羽越本線に投入。これに伴い、磐越西線に投入された100番台6両が水郡線に転属し水郡線全列車がキハ110系に統一。
- 1994年（平成6年）
  - 9月：キハ111・112形150番台を水郡線に投入。
  - 12月3日：キハ101形を左沢線に投入、全列車がキハ101形に統一。
- 1996年（平成8年）
  - 3月16日：キハ111・112形200番台を八高線に投入し、非電化区間の全列車をキハ110系に統一。
  - 3月30日：秋田新幹線工事に伴い、特急「秋田リレー」用キハ110系300番台を投入。
- 1997年（平成9年）
  - 3月22日：左沢線増発のため、キハ101形を投入。また、特急秋田リレー運行終了。
  - 10月1日：秋田リレー用に使われたキハ110系300番台合計20両を200番台に改造し、磐越西線・羽越本線・飯山線に投入。
- 1998年（平成10年）12月8日：キハ110系200番台を陸羽東線に投入[新聞 4]。
- 1999年（平成11年）12月4日：キハ110系200番台を陸羽東線・陸羽西線に投入。
- 2007年（平成19年)
  - 3月18日：小海線・水郡線のキハ110系が新型車両投入および予備車見直しに伴い、花輪線・快速「南三陸」・気仙沼線に転属。
  - 7月1日：快速「南三陸」全列車がキハ110系に統一。これに伴い、快速「はまゆり」用キハ110系の一部を快速「南三陸」用に転用。
  - 9月12日：水郡線での運用終了。
  - 10月21日：水郡線へのキハE130系投入により、山田線（盛岡駅 - 宮古駅間）・岩泉線に転用。
  - 11月25日：山田線（盛岡駅 - 宮古駅間）・岩泉線全列車がキハ110系に統一。
- 2008年（平成20年）
  - 11月1日：米坂線で運用開始。
  - 12月：小牛田運輸区所属のキハ110系の方向幕がLEDに改造される。
- 2009年（平成21年）11月：一ノ関運輸区所属のキハ100形の方向幕がLEDに改造される。
- 2010年（平成22年）4月：高崎車両センター所属のキハ110系の方向幕が全車、LEDに改造される。
- 2011年（平成23年）7月16日：運転を再開した仙石線矢本駅 - 石巻駅間で小牛田運輸区所属のキハ110系が使用される[注 20]。
- 2012年（平成24年）
  - 3月17日：仙石線陸前小野駅 - 矢本駅間運転再開に伴い、同区間でも小牛田運輸区所属のキハ110系が使用される。
  - 12月22日：一ノ関運輸区所属のキハ100形のうち改造した2両を「POKÉMON with YOU トレイン」として運用開始。
- 2013年（平成25年）2月中旬：小海線営業所所属であったキハ110形のうち3両が小牛田運輸区に転属した。
- 2014年（平成26年）4月1日：岩泉線廃止に伴い、同線での運用終了。
- 2015年（平成27年）
  - 4月4日：長野総合車両センター所属のキハ110形（元300番台）のうち2両が再改造され、「おいこっと」として運用を開始する。
  - 5月30日：仙石線陸前小野駅 - 石巻駅間での小牛田運輸区所属のキハ110系の運用が終了。石巻線石巻駅 - 女川駅間で運用開始し、石巻線・陸羽東線の全列車がキハ110系での運用となる[JR東 16]。
- 2017年（平成29年）
  - 3月10日：デスティネーションキャンペーンに合わせ、飯山線で運用される長野総合車両センター所属のキハ110系のうち2両が旧飯山線色、1両が「飯山線の四季」デザインで運用開始[JR東 13]。
  - 7月1日：デスティネーションキャンペーンに合わせ、小海線にキハ100形および110形を改造した観光列車「HIGH RAIL 1375」を運用開始[42][JR東 5][JR東 6][JR東 7]。
  - 10月14日：東北本線黒磯駅の電力設備改良工事に伴い、黒磯駅 - 新白河駅間で運用開始[JR東 15]。
- 2020年（令和2年）
  - 3月13日：東北本線黒磯駅 - 新白河駅間での運用終了[JR東 17]。キハE120系との併結運用が消滅。
  - 7月12日：只見線只見駅 - 小出駅間で運用開始[新聞 5]。
- 2022年（令和4年）10月1日：只見線会津川口駅 - 只見駅間運転再開に伴い、只見線全線で運用開始。キハE120系との併結運用が再開。
- 2025年（令和7年）7月4日：臨時特急「イブニングウェイ」運行開始に伴い、東北本線小牛田駅 - 石越駅間での運用開始[JR東 14][93]。

## 事故廃車
2011年（平成23年）3月11日の東北地方太平洋沖地震（東日本大震災）に伴う津波では、盛岡車両センター所属のキハ100-9・12（山田線津軽石駅・1647D・津波により脱線）、一ノ関運輸区所属のキハ100-30・38（大船渡線下船渡 - 大船渡間・338D・床下浸水で機器損傷）、およびキハ100-31・41（大船渡線盛駅・333D・床下浸水）が被災した。キハ100-31・41は郡山総合車両センターにて復旧されたが、床上まで浸水した9・12と、被災箇所からの搬出が困難だった30・38は現地で解体となり、本系列初の廃車となっている。
2015年（平成27年）12月11日には山田線の松草 - 平津戸間で、盛岡行きの上り最終普通列車に充当されていた盛岡車両センター所属のキハ110-132が線路上に崩れていた土砂に乗り上げ脱線した（山田線列車脱線事故）。同車は2017年（平成29年）5月2日付で廃車され、その後復旧工事のため車体を重機で切断の上撤去された。

## 譲渡車

### ひたちなか海浜鉄道
老朽化したミキ300-103とキハ205の置き換え用および新たに導入する観光用車両の改造種車として、一ノ関運輸区所属のキハ100-39・40・41の3両がひたちなか海浜鉄道に譲渡された。JR東日本とひたちなか海浜鉄道の双方で整備を行ったのち、営業運転を開始するとしている。
譲渡発表日の2024年（令和6年）7月3日にキハ100-39がJR東日本からひたちなか海浜鉄道へ転籍し、9月19日から翌日にかけて郡山総合車両センターから那珂湊駅へ陸送された。その後、9月5日にはキハ100-41が、11月1日にはキハ100-40が転籍している。
これらのうちキハ100-40は、観光列車「ほしいも列車王国ラッピングトレイン」として2025年5月10日より運行を開始する予定であったが、運行開始に必要な届け出における安全の確認が取れず延期となった。運転開始の時期は未定となっている。